# Andrew Johnson
Pour les articles homonymes, voir Johnson et Général Johnson.
Ne doit pas être confondu avec Andrew Jackson ou Lyndon B. Johnson.
Andrew Johnson, né le 29 décembre 1808 à Raleigh (Caroline du Nord) et mort le 31 juillet 1875 à Elizabethton (Tennessee), est un homme d'État américain, 17e président des États-Unis en fonction de 1865 à 1869. Membre du Parti démocrate et 16e vice-président des États-Unis élu en 1864 comme colistier d'Abraham Lincoln, Johnson succéda à ce dernier après son assassinat l'année suivante. Lors de la Reconstruction après la guerre de Sécession, il défend une réintégration rapide des États du Sud sans garantie pour les droits civiques des esclaves affranchis. Le Congrès dominé par les Républicains radicaux s'oppose fortement à cette politique et une procédure d'impeachment lancée contre le président échoue de justesse.
Né dans un milieu défavorisé, Johnson devient tailleur puis conseiller municipal et maire de Greeneville avant d'être élu à la Chambre des représentants du Tennessee en 1835. Après un bref mandat au Sénat du Tennessee, Johnson est élu à la Chambre des représentants des États-Unis en 1843 où il siège pendant dix ans. Il devient ensuite gouverneur pendant quatre ans et est élu par la législature de l'État au Sénat des États-Unis en 1857. Durant ses années au Congrès, il défend la Homestead Bill qui est adoptée peu après son départ du Sénat en 1862.
Lorsque les États du Sud, dont le Tennessee, font sécession pour former les États confédérés d'Amérique, Johnson reste un défenseur fervent de l'Union. En 1862, Lincoln le nomme gouverneur militaire du Tennessee dont une grande partie est reprise. En tant que démocrate partisan de la guerre et Sudiste et opposé à la sécession, Johnson est le candidat logique pour devenir le colistier de Lincoln. Il est choisi et son camp remporte largement l'élection présidentielle de 1864. Johnson prête le serment de vice-président le 4 mars 1865 et six semaines plus tard, l'assassinat de Lincoln le propulse à la présidence.
Dans le cadre de la Reconstruction, Johnson veut réintégrer rapidement les États du Sud dans l'Union et il les autorisa à organiser des conventions et des élections pour reformer des gouvernements civils. Les électeurs sudistes réélisent cependant beaucoup d'anciens dirigeants confédérés et votent en faveur des Black Codes qui privent les Afro-Américains d'un grand nombre de leurs droits civiques. Le Congrès refuse d'accueillir les représentants du Sud et adopte des législations pour annuler leurs décisions. Dans ce qui devint la règle jusqu'à la fin de son mandat, Johnson pose son veto aux lois mais le Congrès passe outre. Johnson s'oppose en particulier au 14e amendement de la Constitution accordant la citoyenneté aux Noirs. Alors que les relations entre les branches exécutive et législative se tendent, le Congrès vote le Tenure of Office Act qui limite la capacité de Johnson à limoger les membres de son Cabinet. Lorsqu'il persiste à vouloir renvoyer le secrétaire à la Marine Edwin M. Stanton, la Chambre des représentants lance une procédure de destitution qui échoue à une voix près au Sénat. Il perd l'investiture démocrate, remportée par Horatio Seymour, en vue de l'élection présidentielle de 1868.
Après la fin de son mandat, il retourne au Tennessee avant de devenir le seul ancien président à être élu au Sénat en 1875 où il siège quelques mois avant sa mort. Même si les évaluations de sa présidence varient au cours du temps, il est actuellement considéré comme l'un des pires présidents américains du fait de son opposition à des droits garantis au niveau fédéral pour les Afro-Américains.

## Jeunesse

### Enfance

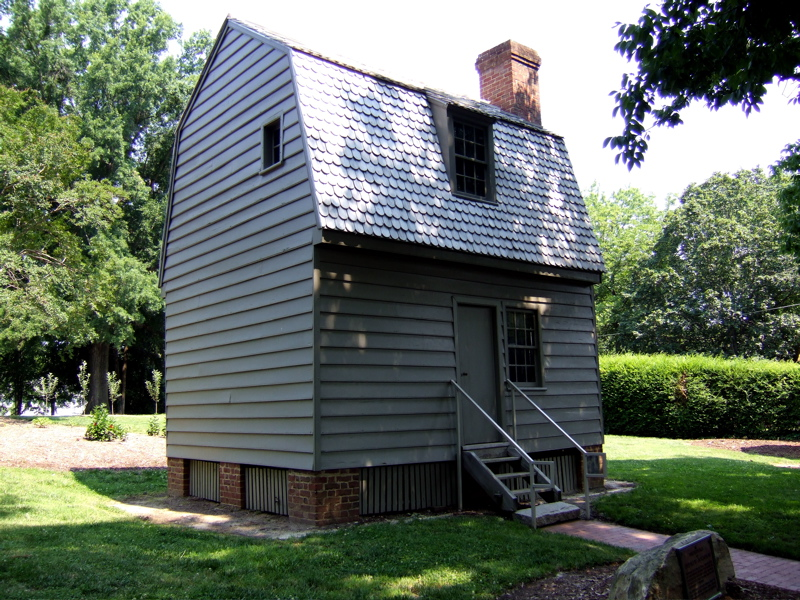
La maison d'enfance de Johnson à Raleigh en Caroline du Nord.

Andrew Johnson est né à Raleigh en Caroline du Nord le 29 décembre 1808. Ses parents sont Mary (« Polly ») McDonough (1783-1856) et Jacob Johnson (1778-1812) ; il avait un frère, William (1804-1865), et une sœur aînée, Elizabeth (1806-?), qui mourut en bas âge. Être né dans une cabane était un atout politique au XIXe siècle et Johnson n'hésitait pas à rappeler ses origines modestes lors des élections. Jacob Johnson était un homme pauvre, comme l'était son père William, mais il devint officier dans la police municipale de Raleigh avant de se marier et de fonder une famille. Il mourut en 1812 probablement d'une crise cardiaque alors qu'il sonnait la cloche de la ville après avoir sauvé de la noyade trois hommes quand Andrew avait 3 ans. Polly Johnson travaillait comme lavandière et elle continua cette activité car il s'agissait du seul revenu de la famille. À l'époque, ce travail était jugé peu convenable car il impliquait de se rendre seule dans les maisons d'autrui ; la famille Johnson était qualifiée de white trash et selon des rumeurs, Andrew, qui ne ressemblait pas à son frère, avait un père différent. Polly Johnson se remaria quelques mois plus tard avec Turner Doughtry qui était également pauvre.
Polly Doughtry confia son fils William à un tailleur, James Selby, pour qu'il apprenne le métier. Andrew devint également apprenti dans le même atelier à l'âge de dix ans et selon la loi, il devait y rester jusqu'à son 21e anniversaire. Selby ne semble pas avoir eu une grande influence sur le futur président. L'un de ses employés fut chargé d'apprendre à lire et à écrire au garçon et fut logé chez sa mère en retour. Andrew Johnson se découvrit une passion pour le savoir dans le magasin de Selby car des habitants venaient lire des livres pour divertir les tailleurs pendant leur travail et le garçon se rendait fréquemment dans l'échoppe pour les écouter avant même d'y être apprenti. Sa biographe, Annette Gordon-Reed, suggère que Johnson, connu pour ses qualités d'orateur, apprit les bases de cet art alors qu'il enfilait des aiguilles et coupait du tissu.
Andrew Johnson n'appréciait cependant pas son travail chez James Selby et à l'âge de 15 ans, il s'enfuit avec son frère. Son employeur fit alors publier une annonce dans un journal, comme cela était la coutume pour les maîtres dont les apprentis avaient disparu : « Dix dollars de récompense. Se sont enfuis du souscripteur, deux garçons apprentis, légalement liés, appelés William et Andrew Johnson… [Versement] à toute personne qui me ramènera les dits apprentis à Raleigh, ou j'offrirai la récompense mentionnée plus haut pour le seul Andrew Johnson ». Les garçons se rendirent à Carthage et Andrew y travailla comme tailleur pendant plusieurs mois. Craignant d'être pris et ramené à Raleigh, il s'installa ensuite à Laurens en Caroline du Sud. Il y poursuivit son activité et y rencontra son premier amour, Mary Wood, pour qui il avait fait une couette. Après le rejet de sa proposition de mariage, il rentra à Raleigh en espérant racheter son apprentissage mais il ne parvint pas à trouver un accord avec Selby. Comme beaucoup d'autres à la fin des années 1820, il prit alors la route de l'Ouest,.

### Installation dans le Tennessee
Johnson quitta la Caroline du Nord pour le Tennessee et fit la plus grande partie du voyage à pied. Après un bref séjour à Knoxville, il s'installa à Mooresville en Alabama,. Il travailla ensuite comme tailleur à Columbia dans le Tennessee mais fut rappelé à Raleigh par sa mère et son beau-père qui souhaitaient émigrer vers l'ouest. Johnson et son groupe traversèrent les Montagnes bleues jusqu'à Greeneville dans le Tennessee. Il tomba immédiatement amoureux de la ville et lorsqu'il devint riche, acheta le terrain où il avait campé pour la première fois et y planta un arbre en souvenir.
À Greeneville, Johnson créa un atelier de tailleur prospère à l'avant de sa maison. En 1827 alors qu'il avait 18 ans, il épousa Eliza McCardle de deux ans sa cadette et la fille d'un cordonnier local. Le couple fut marié par le juge de paix Mordecai Lincoln, un cousin de Thomas Lincoln dont le fils devint président. Ils restèrent ensemble pendant près de 50 ans et eurent cinq enfants, Martha (1828), Charles (1830), Mary (1832), Robert (1834) et Andrew Jr. (1852). Même si elle souffrait de tuberculose, Eliza soutint son mari dans ses entreprises. Elle lui enseigna les mathématiques et l'aida à améliorer son écriture,. D'un caractère timide et réservé, Eliza Johnson resta à Greeneville durant l'ascension politique de son époux. Elle apparut peu en public pendant la présidence de Johnson et leur fille Martha joua le rôle d'hôtesse de la Maison-Blanche.
L'atelier de Johnson prospéra durant les premières années du mariage et il put embaucher des assistants et investir avec succès dans le foncier. Il se vanta plus tard de ses talents de tailleur : « Mon travail ne se déchirait ou ne cédait jamais ». Il était un lecteur insatiable. Les livres sur les orateurs célèbres attisèrent son intérêt pour la politique et il débattait en privé avec ses clients sur les questions du jour. Il participa également à des débats à l'université de Greeneville.

## Ascension politique

### Carrière dans le Tennessee

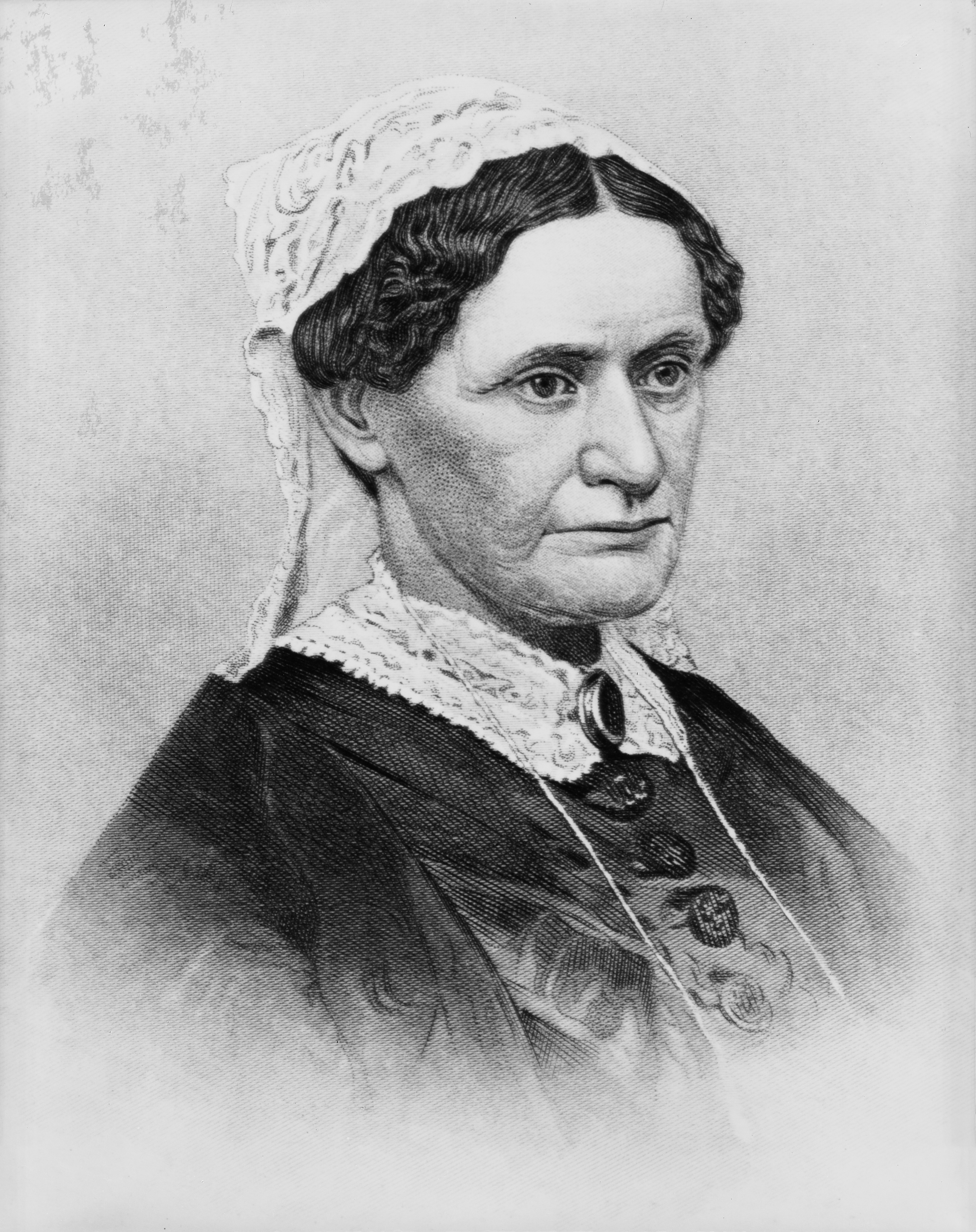
Eliza McCardle Johnson vers la fin de sa vie.

Johnson aida à organiser un groupe pour l'élection municipale de Greenville en 1829 et il fut élu conseiller municipal avec ses amis Blackston McDannel et Mordecai Lincoln,. À la suite de la révolte d'esclaves menée par Nat Turner en 1831, une convention fut organisée pour rédiger une nouvelle constitution qui supprimait le droit de vote pour les noirs libres. La convention demanda également une réforme des taxes foncières et de nouvelles sources de financement pour l'infrastructure du Tennessee. La constitution fut soumise au vote populaire et Johnson fit campagne pour son adoption ; son succès lui assura une plus grande exposition au niveau de l'État. Le 4 janvier 1834, ses collègues conseillers l'élurent maire de Greeneville,.
En 1835, Johnson se présenta pour le siège « flottant » que le comté de Greene partageait avec le comté voisin de Washington à la Chambre des représentants du Tennessee. Selon son biographe Hans Trefousse, Johnson « démolit » l'opposition lors des débats et remporta l'élection avec près de deux tiers des voix,. Peu après être devenu représentant, Johnson acheta sa première esclave, Dolly, âgée de 14 ans qui eut par la suite trois enfants. Johnson était connu pour traiter ses esclaves avec bienveillance mais le fait que Dolly avait la peau sombre et que ses enfants soient bien plus clairs a poussé certains à avancer que Johnson en était le père. Alors qu'il se trouvait à Greeneville, Johnson rejoignit la milice du Tennessee dans laquelle il atteignit le grade de colonel.
Durant son premier mandat à la législature du Tennessee à Nashville, Johnson s'alliait selon les circonstances avec le parti démocrate ou avec le nouveau parti whig ; il admirait néanmoins le président Andrew Jackson, un démocrate du Tennessee. Les principaux partis hésitaient encore sur leurs valeurs fondamentales et sur leurs propositions car le système politique était en pleine évolution. Johnson votait souvent avec les whigs qui s'étaient regroupés pour s'opposer à Jackson car il craignait une trop grande concentration des pouvoirs dans la branche exécutive du gouvernement. À l'inverse, il s'opposait parfois à ces derniers car il rejetait des dépenses gouvernementales supérieures au strict minimum et se prononça contre les aides pour les chemins de fer alors que ses électeurs espéraient des améliorations dans les infrastructures de transport. Il fut par conséquent battu lors de l'élection suivante. Défait par Brookins Campbell, Johnson ne perdit pas d'autres élections pendant trente ans. En 1839, Johnson chercha à récupérer son siège, initialement en tant que whig mais lorsqu'un autre candidat voulut obtenir la nomination du parti, il se présenta sous l'étiquette démocrate et fut élu. À partir de ce moment, il soutint le parti démocrate et mit en place une puissante machine politique dans le comté de Greene,. Johnson fut remarqué pour ses qualités d'orateur et à une époque où les discours informaient et divertissaient le public, les gens se pressaient pour l'écouter.
En 1840, Johnson fut élu délégué du Tennessee pour la convention présidentielle démocrate et cela lui donna une plus grande exposition au niveau national. Le président démocrate Martin Van Buren fut battu par l'ancien sénateur de l'Ohio, William Henry Harrison mais Johnson fut élu au Sénat du Tennessee pour un mandat de deux ans. Il vendit son prospère atelier de tailleur pour se concentrer à la politique et il acheta de nouvelles propriétés dont une plus grande maison ainsi qu'une ferme où s'installèrent sa mère et son beau-père ; il possédait alors huit ou neuf esclaves.

### Congressiste
Ayant servi dans les deux chambres de la législature du Tennessee, Johnson considérait l'élection au Congrès comme l'étape suivante de sa carrière politique. En 1843, il fut le premier démocrate à être élu représentant du 1er district du Tennessee et il rejoignit la nouvelle majorité démocrate à la Chambre. Johnson défendit les intérêts des pauvres, adopta une position anti-abolitionniste, insista pour une réduction des dépenses gouvernementales et s'opposa aux droits de douane protectionnistes. Comme Eliza resta à Greeneville, Johnson était seul à Washington ; il évitait les apparitions publiques et préférait étudier à la Bibliothèque du Congrès. Même si le démocrate du Tennessee, James K. Polk fut élu président en 1844 et que Johnson avait fait campagne pour lui, les deux hommes avaient des relations difficiles. Alors que Johnson prenait des positions plus indépendantes au Congrès, Polk refusa certaines de ses propositions de nomination à des fonctions gouvernementales.
Johnson considérait, comme de nombreux démocrates sudistes, que la Constitution protégeait la propriété privée, y compris les esclaves, et que ni le gouvernement fédéral ni les gouvernements des différents États ne pouvait abolir l'esclavage. Il fut élu pour un second mandat en 1845 contre William Gannaway Brownlow en se présentant comme le défenseur des pauvres contre les riches. Durant ce second mandat, Johnson défendit la décision de Polk de déclarer la guerre au Mexique, ce que certains nordistes considéraient comme une tentative de gagner des territoires afin d'étendre l'esclavage vers l'ouest. Johnson s'opposa à l'amendement Wilmot qui proposait d'interdire l'esclavage dans les territoires conquis durant la guerre. Il présenta pour la première fois sa Homestead Bill (« loi sur la propriété ») qui accordait 160 acres (65 ha) aux colons souhaitant y vivre et qui pouvait ainsi en obtenir la propriété au bout de plusieurs années,. Cette question était particulièrement importante pour Johnson en raison de ses origines modestes,.
Durant l'élection présidentielle de 1848, les démocrates se divisèrent sur la question de l'esclavage et les abolitionnistes formèrent le parti du sol libre et choisirent l'ancien président Martin Van Buren comme leur candidat. Johnson fit campagne pour le candidat démocrate, l'ancien sénateur du Michigan, Lewis Cass. Du fait de la division du parti démocrate, le général Zachary Taylor appartenant au parti whig remporta facilement l'élection et arriva en tête dans le Tennessee. Les relations de Johnson et de Polk restèrent mauvaises et durant sa dernière réception du Nouvel An en 1849, le président déclara :

« Parmi les visiteurs que j'ai observé dans la foule aujourd'hui figurait l'honorable Andrew Johnson de la Chambre des représentants. Même s'il représente un district démocrate du Tennessee (mon propre État), c'est la première fois que je l'ai vu durant l'actuelle session du Congrès. Se déclarant démocrate, il m'a été politiquement, si ce n'est personnellement, hostile durant tout mon mandat. Il est très vindicatif et obstiné dans ses manières et sa conduite. S'il avait la virilité et l'indépendance de déclarer ouvertement son opposition, il sait qu'il ne serait jamais choisi par ses électeurs. Je n'ai pas conscience de lui avoir donné de raisons pour son hostilité. »

Comme les nouveaux chemins de fer étaient dans l'intérêt national et que son propre district avait besoin de meilleurs moyens de transports, Johnson changea sa position sur le sujet. Par la suite, il défendit l'aide gouvernementale pour l'East Tennessee and Virginia Railroad.

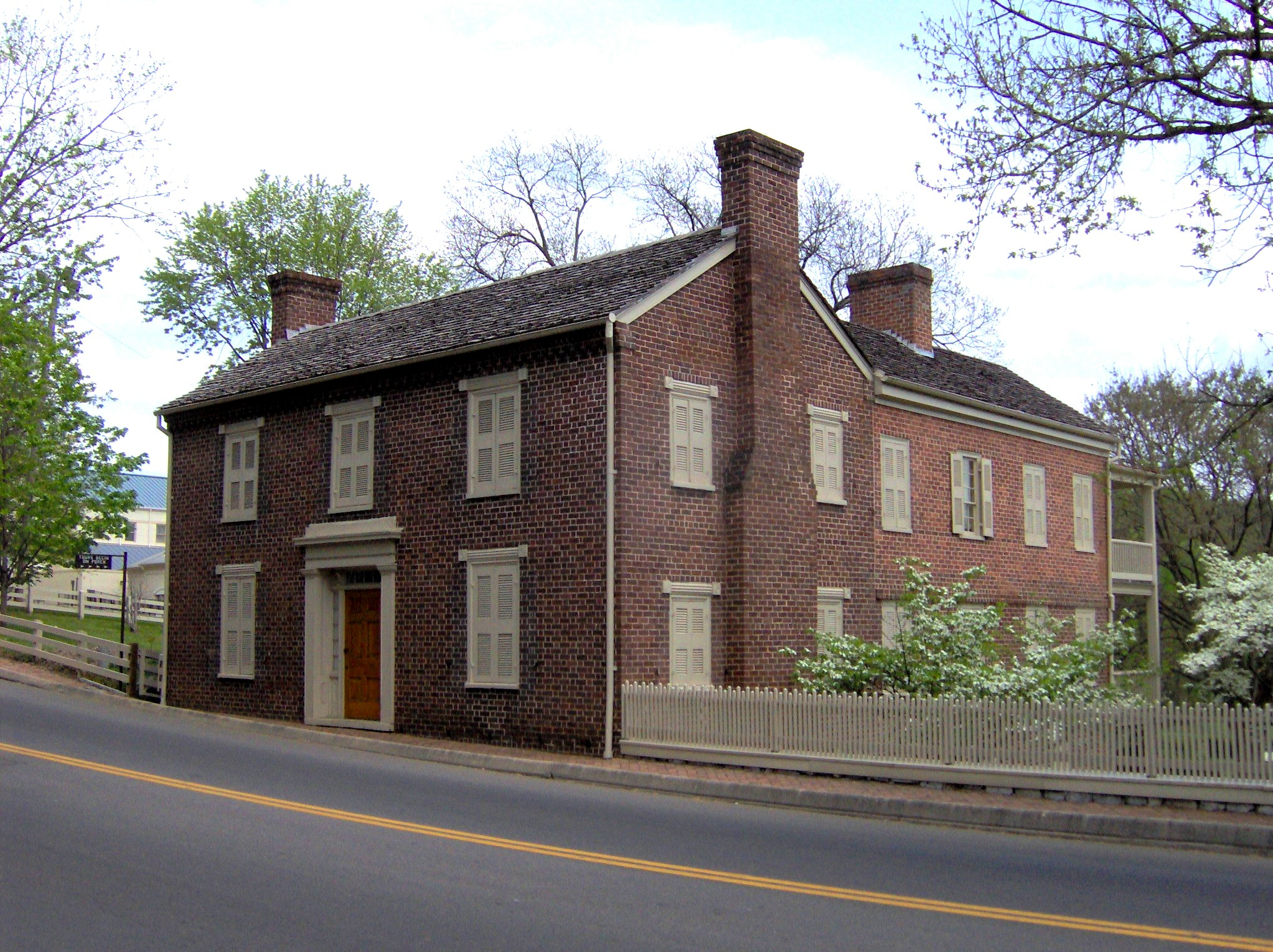
La maison d'Andrew Johnson qu'il fit construire à Greeneville en 1851.

Durant la campagne pour son quatrième mandat, Johnson se concentra sur trois questions : l'esclavage, le foncier et l'élection des juges. Il battit son opposant, Nathaniel Green Taylor, en août 1849 avec une avance plus importante que durant ses précédentes campagnes. Lorsque la Chambre se rassembla en décembre 1849, les divisions du parti démocrate empêchèrent la formation de la majorité nécessaire à élire un président. Johnson proposa une règle pour que le président soit choisi à la majorité relative ; il fut rejoint dans cette idée et le démocrate Howell Cobb fut élu.
Les difficultés pour élire un président marquèrent le début d'une législature houleuse dont l'esclavage fut le sujet central. La question tournait autour de la proposition d'admission de la Californie dans l'Union en tant qu'État abolitionniste. Grâce au compromis de 1850 présenté par le sénateur Henry Clay du Kentucky, la Californie était autorisée à intégrer l'Union en tant qu'État libre et en échange les États du nord s'engageaient à restituer les esclaves fugitifs aux États du Sud. Johnson vota pour toutes les dispositions du compromis en dehors de l'abolition de l'esclavage dans la capitale. Il présenta des résolutions en faveur d'amendements constitutionnels pour que le peuple choisisse directement les sénateurs (alors élus par les législatures des États) et le président (choisi par les grands électeurs) et que le mandat des juges fédéraux soit limité à 12 ans et non plus à vie ; elles furent toutes rejetées.
Un groupe de démocrates opposés à Johnson choisit Landon Carter Haynes pour l'empêcher de briguer un cinquième mandat ; les whigs étaient tellement ravis par les luttes fratricides au sein du parti démocrate qu'ils ne présentèrent même pas un candidat de leur parti. Au cours d'âpres débats, Johnson défendit la Homestead Bill et Haynes répliqua qu'elle faciliterait l'abolition de l'esclavage. Johnson remporta l'élection avec 1 600 voix d'avance. Même s'il n'était pas apprécié par le candidat démocrate pour la présidence, l'ancien sénateur du New Hampshire, Franklin Pierce, Johnson fit campagne pour lui. Pierce fut élu mais sans remporter le Tennessee. En 1852, Johnson parvint à faire adopter sa Homestead Bill par la Chambre mais la loi échoua au Sénat. Les whigs prirent le contrôle de la législature du Tennessee et, sous la direction de Gustavus Henry, ils redécoupèrent le 1er district de Johnson pour qu'il leur soit acquis. Johnson se lamenta, « je n'ai aucun avenir politique ».

### Gouverneur du Tennessee
Si Johnson envisagea de quitter la politique après avoir décidé de ne pas se représenter, il changea rapidement d'avis. Ses alliés politiques cherchèrent à lui offrir la nomination pour le poste de gouverneur et la convention démocrate le choisit à l'unanimité malgré l'animosité de certains délégués. Les whigs avaient remporté les deux dernières élections et contrôlaient encore la législature. Ils présentèrent Gustavus Adolphus Henry, Sr. et le Henry-mandering du 1er district (jeu de mots sur le gerrymandering) devint le sujet central de la campagne. Les deux hommes s'affrontèrent lors de nombreux débats dans les sièges des comtés avant que ces réunions ne soient annulées deux semaines avant l'élection d'août 1853 en raison de la maladie de l'un des membres de la famille de Henry,. Johnson remporta l'élection par 63 413 voix contre 61 163,.
Le gouverneur du Tennessee avait peu de poids politique car Johnson pouvait présenter des lois mais n'avait pas de droit de veto et la plupart des nominations étaient réalisées par la législature contrôlée par les whigs. La fonction lui offrait néanmoins une tribune politique qui lui permettait d'exprimer ses idées. Johnson parvint à obtenir les nominations qu'il désirait en échange de son soutien au whig John Bell qui briguait l'un des sièges de l'État au Sénat. Dans son discours pour la deuxième année de son mandat, il mit l'accent sur le besoin de simplifier le système judiciaire de l'État, d'abolir la Banque du Tennessee et d'établir une agence chargée d'uniformiser les poids et mesures ; seule cette dernière idée fut adoptée. Johnson critiquait le système éducatif de l'État et suggéra que son budget soit accru par le biais de nouvelles taxes soit au niveau de l'État ou des comtés ; un financement mixte fut adopté.
Même si le parti whig était sur le déclin au niveau national, il restait puissant dans le Tennessee et les perspectives démocrates y étaient mauvaises. Considérant qu'être réélu au poste de gouverneur était nécessaire pour pouvoir obtenir les fonctions supérieures auxquelles il aspirait, Johnson accepta de se représenter. Meredith P. Gentry fut choisi par les whigs et les deux hommes s'affrontèrent dans une douzaine de violents débats. La campagne se porta sur les questions de l'esclavage, de la prohibition de l'alcool et du parti des Know Nothing, un groupe nativiste qui défendait la discrimination des catholiques. Johnson était en faveur du premier et s'opposait aux deux autres. Gentry était plus ambigu sur la question de l'alcool et avait obtenu le soutien des Know Nothing que Johnson qualifiait de société secrète. Johnson remporta l'élection mais avec une avance plus faible qu'en 1853.
Alors que l'élection présidentielle de 1856 approchait, Johnson espérait obtenir la nomination de son parti. Sa position selon laquelle les intérêts de l'Union seraient mieux défendus si l'esclavage était autorisé dans certaines régions en faisait un candidat de compromis pour le poste de président. Johnson ne fut cependant jamais en mesure de l'emporter et la nomination alla à l'ancien sénateur de Pennsylvanie, James Buchanan. Même s'il n'était pas convaincu par ce choix, Johnson fit campagne pour Buchanan et son colistier, l'ancien représentant du Kentucky, John Cabell Breckinridge, qui remportèrent l'élection.
Johnson décida de ne pas briguer un troisième mandat de gouverneur car il visait un poste de sénateur. En 1857, alors qu'il revenait de Washington, D.C., son train dérailla et il fut gravement blessé au bras droit. Cette blessure le handicapa dans les années qui suivirent.

### Sénateur

#### Défense de laHomestead Bill
Avant l'adoption du 17e amendement de la Constitution en 1913, les sénateurs étaient élus par les législatures de chaque État. L'ancien gouverneur whig William B. Campbell (en) écrivit donc à son oncle, « la grande inquiétude des whigs est d'obtenir une majorité à la législature pour empêcher Andrew Johnson de devenir sénateur. Si les démocrates disposent de la majorité, il sera certainement leur choix et il n'existe aucun homme plus antipathique aux yeux des whigs et des Americans [Know Nothing] que Johnson ». Toujours gouverneur, Johnson, fit de nombreux discours pendant la campagne et les démocrates remportèrent l'élection à la législature et au poste de gouverneur. Son dernier discours de gouverneur lui donna la chance d'influencer ses électeurs et il fit des propositions populaires chez les démocrates. Deux jours plus tard, la législature le choisit pour siéger au Sénat. L'opposition fut effarée et le journal Whig de Richmond le qualifia de « radical le plus vil et de démagogue le plus malhonnête de l'Union ».
Johnson accéda à des fonctions plus importantes grâce à sa popularité auprès des agriculteurs modestes et des commerçants indépendants qui formaient une grande partie de l'électorat du Tennessee. Il était moins populaire chez les planteurs et les avocats qui dirigeaient le parti démocrate de l'État mais personne n'égalait ses qualités politiques. Après sa mort, un électeur écrivit de lui, « Johnson était toujours le même avec tout le monde… les honneurs qu'il accumulait ne lui faisaient pas oublier d'être aimable avec le plus humble des citoyens ». Apparaissant toujours dans des costumes impeccablement taillés, Johnson donnait une image impressionnante et il avait l'endurance nécessaire pour réaliser des campagnes prolongées avec des déplacements journaliers sur des mauvaises routes menant à un autre discours ou débat. Refusant généralement l'aide de la machine politique de son parti, il comptait sur un réseau d'amis, de conseillers et de relations. Un de ces amis, Hugh Douglas, écrivit de lui, « vous avez été sur la route de nos grands hommes potentiels depuis longtemps. Au fond, beaucoup d'entre-nous n'ont jamais voulu de vous comme gouverneur mais aucun d'entre-nous n'aurait pu être élu à ce moment et nous voulions simplement vous utiliser. Ensuite, nous ne voulions pas que vous alliez au Sénat mais le peuple vous y enverrait ».
Le nouveau sénateur prit ses fonctions quand le Congrès se rassembla en décembre 1857. À nouveau, il s'installa à Washington, D.C. sans sa femme et ses enfants ; Eliza ne lui rendit visite qu'une seule fois en 1860 durant son premier mandat de sénateur. Johnson entreprit immédiatement de présenter la Homestead Bill au Sénat mais comme la plupart des sénateurs qui la soutenaient étaient nordistes (beaucoup avaient rejoint le nouveau parti républicain), la question fut rattrapée par la problématique de l'esclavage. Les sénateurs sudistes considéraient que ceux qui profiteraient le plus de cette loi ne seraient probablement pas les propriétaires d'esclaves sudistes. La question de l'esclavage fut compliquée par l'arrêt Scott v. Sandford de la Cour suprême des États-Unis plus tôt dans l'année qui indiquait que l'esclavage ne pouvait pas être interdit dans les territoires. Johnson, un sénateur et propriétaire d'esclaves d'un État du Sud, donna un discours important au Sénat au mois de mai 1858 pour essayer de convaincre ses collègues que la Homestead Bill et l'esclavage n'étaient pas incompatibles. La loi fut néanmoins rejetée par 30 voix contre 22 et les sénateurs sudistes formèrent une bonne partie de l'opposition,. En 1859, elle échoua à nouveau et en 1860, une version diluée fut adoptée par les deux Chambres mais le président Buchanan apposa son veto sous la pression des sudistes.
Johnson continua son opposition aux dépenses publiques et présida un comité pour les contrôler. Il fit campagne contre une loi de financement des infrastructures de Washington, D.C. en déclarant qu'il était injuste que des citoyens du Tennessee doivent financer les rues d'une ville extérieure à l'État même s'il s'agissait du siège du gouvernement. Il s'opposa à l'octroi d'argent pour financer la répression de la révolte des mormons dans le Territoire de l'Utah en demandant l'envoi de volontaires temporaires car il estimait que les États-Unis ne devaient pas avoir d'armée permanente.

#### Crise de la sécession

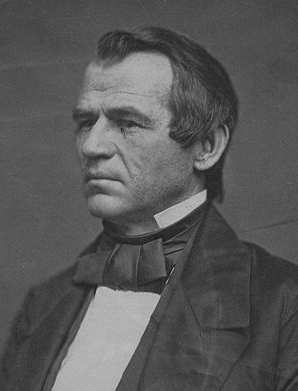
Johnson vers 1860.

En octobre 1859, l'abolitionniste John Brown et ses partisans prirent d'assaut l'arsenal fédéral d'Harpers Ferry en Virginie pour préparer une insurrection des esclaves. L'incident accrut encore plus les tensions entre pro- et anti-esclavagistes à Washington, D.C. Johnson donna un discours au Sénat en décembre dans lequel il critiqua les nordistes qui mettaient en danger l'Union en cherchant à interdire l'esclavage. Le sénateur du Tennessee déclara que la phrase « tous les hommes sont créés égaux » de la Déclaration d'indépendance des États-Unis ne s'appliquait pas aux Afro-Américains car la constitution de l'Illinois contenait la phrase et qu'ils n'y avaient pas le droit de vote,.
Johnson espérait qu'il ferait un candidat de compromis pour l'élection présidentielle de 1860 alors que le parti démocrate se déchirait sur la question de l'esclavage. Occupé par le passage de la Homestead Bill durant la convention démocrate à Charleston en Caroline du Sud, il chargea ses deux fils et son principal conseiller politique de le représenter dans les négociations en coulisses. La convention était dans l'impasse car aucun des candidats ne parvenait à rassembler les deux tiers des voix nécessaires mais les camps étaient trop divisés pour considérer Johnson comme un compromis. Au bout de cinq jours, 57 tours et le report de la convention à Baltimore dans le Maryland, le sénateur Stephen A. Douglas de l'Illinois fut choisi comme candidat démocrate pour la présidence. Les délégués sudistes, dont Johnson, refusèrent cette nomination et choisirent le vice-président John C. Breckinridge pour briguer la présidence. En plus de cette scission du parti démocrate, le sénateur John Bell du Tennessee se présenta au nom du parti de l'union constitutionnelle. Face à ces divisions, le candidat républicain, l'ancien représentant de l'Illinois, Abraham Lincoln fut facilement élu mais ne remporta quasiment aucune voix dans les États du Sud. L'élection de Lincoln, connu pour ses positions abolitionnistes, était inacceptable pour de nombreux sudistes. Même si la sécession n'avait pas été une question durant la campagne, les discussions à ce sujet commencèrent immédiatement dans les États du Sud,.
Johnson prit la parole au Sénat après l'élection pour donner un discours bien reçu au Nord, « Je n'abandonnerai pas ce gouvernement… Non ; J'ai l'intention de me tenir à ses côtés… et j'invite tout homme qui est un patriote à… nous unir autour de l'autel de notre nation commune… et je jure devant Dieu et tout ce qui est sacré et saint que la Constitution doit être sauvée et l'Union préservée, ». Comme les sénateurs sudistes annoncèrent qu'ils démissionneraient si leurs États faisaient sécession, Johnson rappela au sénateur du Mississippi, Jefferson Davis, que si les sudistes conservaient leurs sièges, les démocrates contrôleraient le Sénat et pourraient défendre les intérêts du Sud contre les atteintes de Lincoln. Gordon-Reed indique que si la croyance de Johnson en une Union indivisible était sincère, il s'était aliéné les chefs sudistes, dont Davis, qui devint président des États confédérés d'Amérique formés par les États ayant fait sécession. Si Johnson avait rejoint la Confédération, il aurait eu peu d'influence sur son gouvernement.
Johnson rentra au Tennessee alors que son État débattait de la question de la sécession. Le successeur de Johnson au poste de gouverneur, Isham G. Harris, et la législature organisèrent un référendum pour savoir si une convention devait être organisée pour autoriser la sécession ; après le refus de cette proposition lors du référendum, ils soumirent directement la question de la sécession au vote populaire. Malgré les menaces de mort et les agressions, Johnson fit campagne contre ces deux propositions en faisant parfois des discours avec un pistolet posé sur le pupitre devant lui. Même si la région de Johnson dans l'Est du Tennessee était opposé à la sécession, le second référendum fut remporté par les sécessionnistes et en juin 1861, le Tennessee rejoignit la Confédération. Croyant qu'il serait assassiné s'il restait, le sénateur quitta l'État par la trouée de la Cumberland où son groupe fut pris pour cible par des tireurs ; il laissa sa femme et sa famille à Greeneville,.
En tant que seul membre d'un État ayant fait sécession à rester au Sénat, il était le plus influent des partisans sudistes de l'Union et avait l'attention de Lincoln pendant les premiers mois de la guerre. Comme la plus grande partie du Tennessee était contrôlé par les troupes confédérées, Johnson resta dans le Kentucky et l'Ohio et essaya en vain de convaincre des commandants nordistes de mener une offensive dans l'Est du Tennessee.

### Gouverneur militaire du Tennessee
Le premier mandat de Johnson au Sénat se termina en mars 1862 quand Lincoln le nomma gouverneur militaire du Tennessee. La plus grande partie des régions centrale et occidentale qui avaient fait sécession avaient été reprises et si certains avançaient qu'un gouvernement civil devait simplement remplacer les autorités confédérées dans les territoires conquis, Lincoln choisit d'employer son pouvoir de commandant en chef pour nommer des gouverneurs militaires dans ces zones. Le Sénat confirma rapidement le choix de Johnson et il reçut le grade de brigadier-général. En représailles, les Confédérés confisquèrent la plus grande partie des possessions de Johnson, prirent ses esclaves et transformèrent sa maison en hôpital militaire. En 1862, après le départ de Johnson du Sénat et en l'absence de la plupart des législateurs sudistes, le Homestead Act fut finalement adopté ; il est considéré que cette loi, avec les Morrill Land-Grant Acts et l'octroi de terres pour le chemin de fer transcontinental, a ouvert l'Ouest américain à la colonisation.
En tant que gouverneur militaire, Johnson chercha à éliminer les influences confédérées, demanda aux fonctionnaires de prêter un serment de loyauté et fit fermer les journaux contrôlés par des sympathisants confédérés. Une grande partie de l'Est du Tennessee restait contrôlée par les Confédérés et au cours de l'année 1862, les troupes sudistes s'approchèrent à plusieurs reprises de Nashville. Les Confédérés autorisèrent Eliza Johnson et sa famille à franchir leurs lignes pour rejoindre Andrew Johnson,. Nashville était continuellement menacé par les raids de cavalerie menés par le général Nathan Bedford Forrest et Johnson fit tout son possible pour défendre la ville. La menace fut finalement levée après la victoire du général nordiste William Starke Rosecrans lors de la bataille de la Stones River en janvier 1863 et une grande partie de l'Est du Tennessee fut repris durant l'année.
Lorsque Lincoln délivra la Proclamation d'émancipation en janvier 1863 qui affranchissait les esclaves dans les territoires contrôlés par les Confédérés, le Tennessee ne fut pas concerné car il avait été en grande partie repris. La Proclamation accrut le débat sur le devenir des esclaves après la guerre car tous les unionistes ne soutenaient pas l'abolition. Johnson décida que l'esclavage devait se terminer et déclara « si l'institution esclavagiste… cherche à le renverser, alors le Gouvernement a le droit légitime de la détruire ». Il soutint à contrecœur les efforts pour enrôler des anciens esclaves dans l'Armée de l'Union car il considérait qu'il serait plus approprié que les Afro-Américains réalisent des tâches subalternes, ce qui libérerait des blancs pour se battre. Il parvint néanmoins à enrôler 20 000 soldats noirs dans les troupes de l'Union.

## Vice-présidence

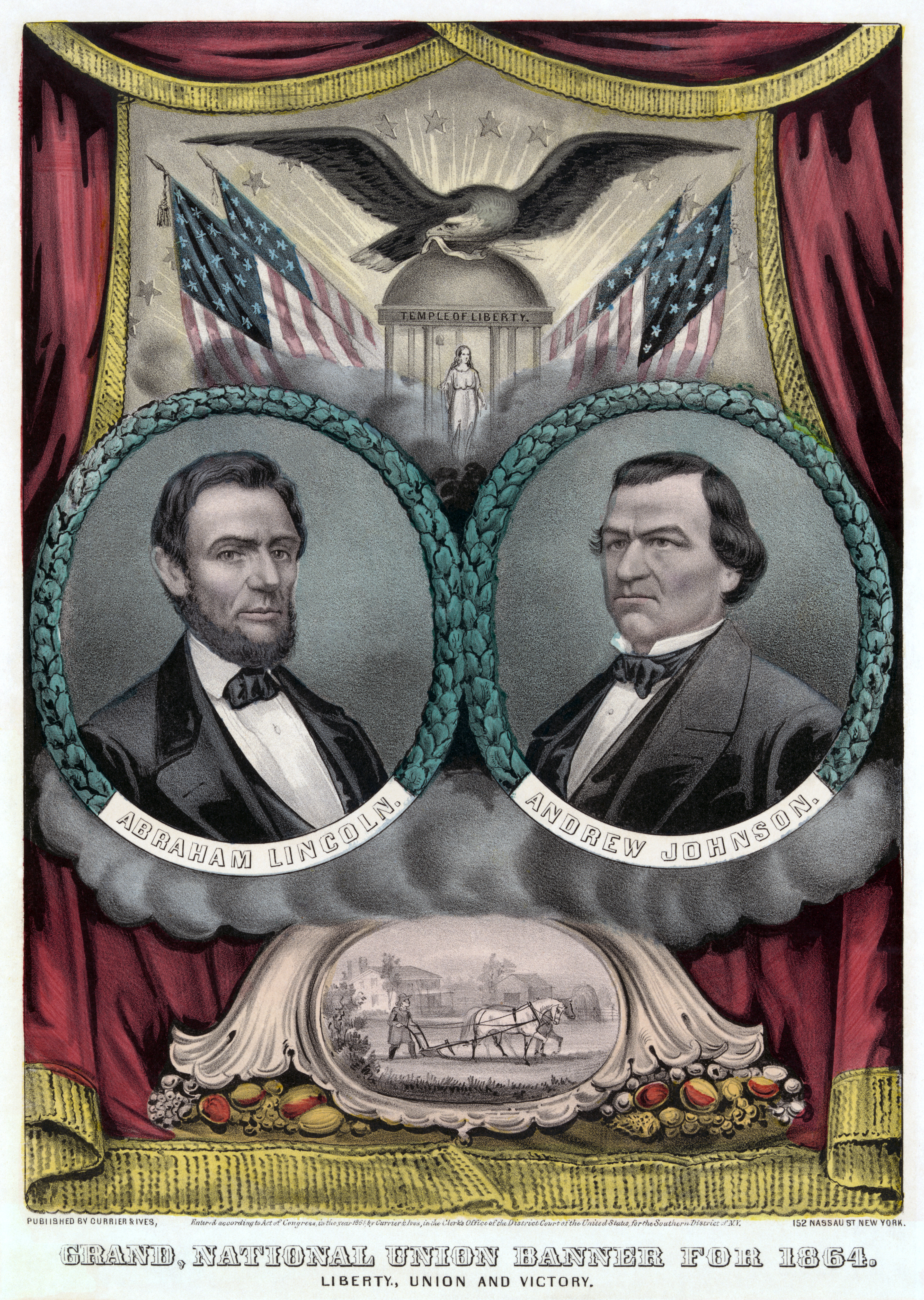
Affiche pour le ticket Lincoln/Johnson réalisée par Currier and Ives.

En 1860, le colistier de Lincoln avait été le sénateur du Maine, Hannibal Hamlin. Ce dernier avait été un vice-président compétent, était en bonne santé et semblait favorable à un second mandat mais Johnson émergea comme un colistier potentiel de Lincoln pour l'élection de 1864. Lincoln envisagea de choisir un démocrate favorable à la guerre et il envoya un agent sonder la volonté du général Benjamin Butler. En mai 1864, le président dépêcha le général Daniel Sickles en enquête à Nashville. Même si ce dernier nia qu'il était là pour rencontrer le gouverneur, le biographe de Johnson, Hans L. Trefousse, considère que le voyage de Sickles était lié au choix ultérieur de Johnson. Selon l'historien Albert Castel dans son évaluation de la présidence de Johnson, Lincoln fut impressionné par l'administration de Johnson dans le Tennessee. Gordon-Reed indique que si le ticket Lincoln-Hamlin était jugé géographiquement équilibré en 1860, « avoir Johnson, le démocrate sudiste favorable à la guerre sur le ticket envoyait le juste message sur la folie de la sécession et la capacité continue d'unité du pays ». Un autre facteur était la volonté du secrétaire d'État William Seward d'empêcher le choix de son collègue de New York, l'ancien sénateur et démocrate favorable à la guerre Daniel S. Dickinson (en), pour la vice-présidence car Seward devrait probablement céder sa place en cas de victoire. Après que des journalistes l'eurent informé du probable objectif de la visite de Sickles, Johnson prit un rôle plus actif en donnant des discours et ses amis firent avancer sa candidature en coulisses.
Pour faire campagne sur l'unité, Lincoln se présenta sous la bannière du Parti de l'Union nationale (en) plutôt que sous celle du Parti républicain. À la convention organisée en juin 1864 à Baltimore, Lincoln fut facilement choisi même si certains avaient évoqué son remplacement par un membre du Cabinet ou l'un des généraux les plus populaires. Après ce choix, l'ancien secrétaire à la Guerre Simon Cameron présenta une résolution pour lui associer Hamlin mais elle fut rejetée. Lors du premier tour de vote pour le choix du vice-président, Johnson arriva en tête avec 200 voix contre 150 pour Hamlin et 108 pour Dickinson. Durant le second tour, les délégués du Kentucky se prononcèrent pour Johnson et ils furent rapidement suivis par les représentants des autres États. Johnson l'emporta alors par 491 votes contre 17 pour Hamlin et huit pour Dickinson. Lincoln exprima sa satisfaction concernant le résultat, « Andy Johnson, à mon avis, est un homme bien ». Lorsque la nouvelle arriva à Nashville, une foule se rassembla et Johnson donna un discours affirmant que le choix d'un Sudiste signifiait que les États confédérés n'avaient pas véritablement quitté l'Union.
Même s'il était alors inhabituel pour un candidat de faire activement campagne, Johnson donna de nombreux discours dans le Tennessee, le Kentucky, l'Ohio et l'Indiana. Il chercha également à accroître ses chances dans le Tennessee en rétablissant un gouvernement civil et en faisant que le serment de loyauté soit encore plus restrictif car les électeurs devaient jurer qu'ils s'opposaient à toutes négociations avec la Confédération. Le candidat démocrate pour la présidence, le général George McClellan, espérait éviter de nouvelles victimes en négociant et le serment eut pour conséquence de priver ses électeurs du droit de vote. Lincoln refusa d'annuler la décision de Johnson et leur ticket arriva en tête dans l'État par 25 000 voix d'avance. Le Congrès refusa de prendre en compte les résultats du Tennessee en raison des fraudes mais Lincoln et Johnson remportèrent facilement l'élection en arrivant en tête dans la plupart des États.

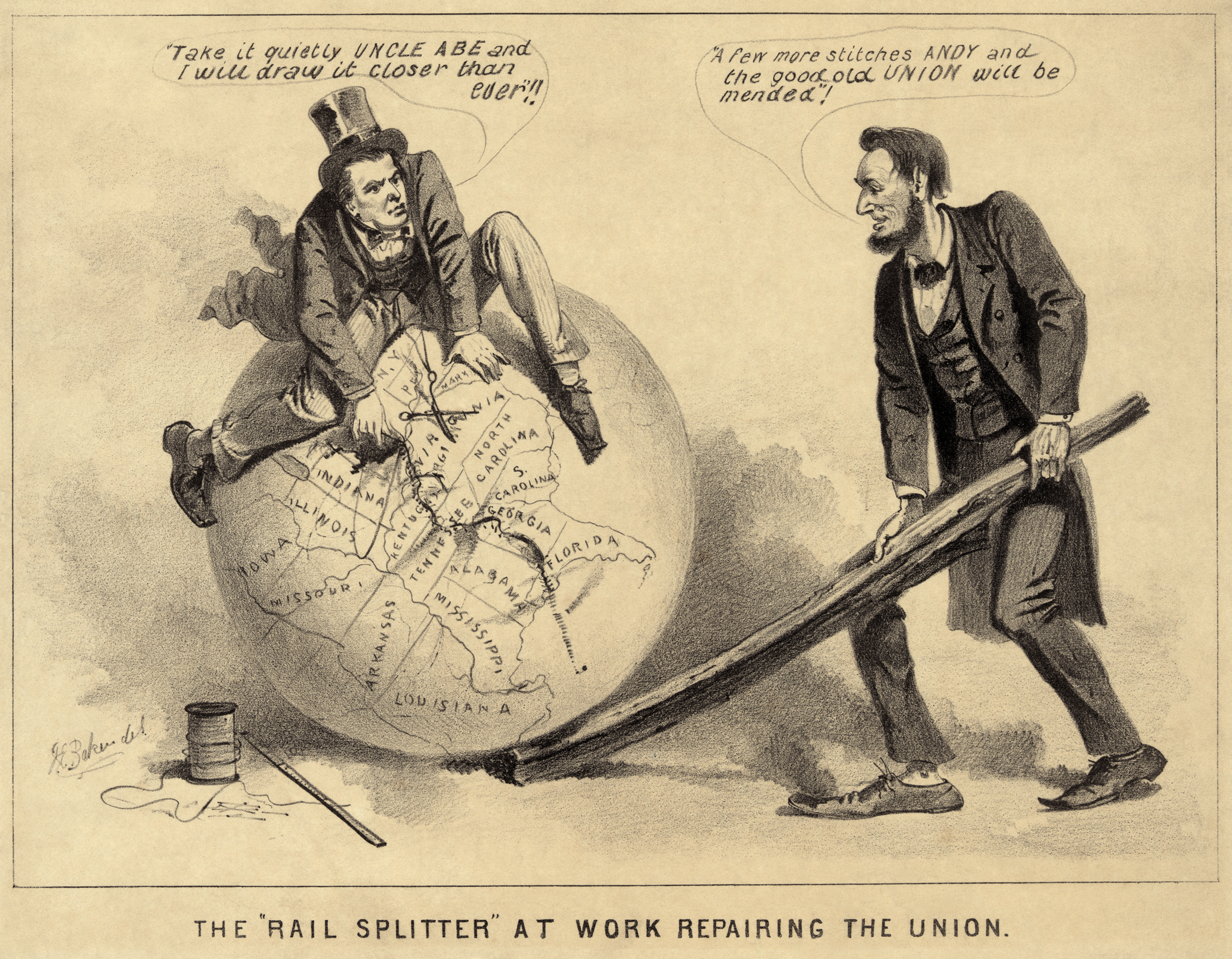
Caricature de 1865, représentant Lincoln et Johnson utilisant leurs talents respectifs de bûcheron et de tailleur pour réparer l'Union.

Maintenant vice-président élu, Johnson était impatient de terminer le rétablissement d'une administration civile même si le calendrier électoral empêchait son application avant le jour d'investiture du 4 mars. Johnson espérait rester à Nashville pour accomplir cette tâche mais les conseillers de Lincoln l'informèrent qu'il prêterait serment en même temps que Lincoln. Pendant l'hiver 1864-1865, les troupes de l'Union achevèrent la reconquête de l'Est du Tennessee dont Greeneville. Juste avant son départ, les électeurs du Tennessee adoptèrent le 22 février une nouvelle constitution qui abolissait l'esclavage. L'un des derniers actes de Johnson en tant que gouverneur militaire fut de confirmer les résultats.
Johnson se rendit alors à Washington pour prêter serment même si selon Gordon-Reed, « à la lumière de ce qui s'est passé le 4 mars 1865, il aurait été préférable que Johnson soit resté à Nashville ». Il était peut-être malade ; Castel évoqua une fièvre typhoïde mais Gordon-Reed note que rien n'appuie ce diagnostic. Dans la soirée du 3 mars, Johnson participa à une réception en son honneur et s'enivra fortement. Souffrant d'une gueule de bois le lendemain au Capitole, il demanda de l'alcool à son prédécesseur Hamlin. Ce dernier lui donna une bouteille de whisky et Johnson en prit deux grandes gorgées en déclarant, « j'ai besoin de toutes mes forces pour cette occasion ». Au Sénat, il donna un discours décousu devant Lincoln, le Congrès et les dignitaires présents. Au milieu de cette adresse souvent incohérente, Johnson fit une pause et Hamlin profita de l'occasion pour lui faire rapidement prêter le serment du vice-président. Lincoln, qui avait assisté tristement à la débâcle, prêta serment et délivra son second discours d'investiture qui fut acclamé.
Dans les semaines qui suivirent son investiture, Johnson présida brièvement le Sénat et évita les moqueries en s'éloignant dans la résidence de son ami Francis Preston Blair dans le Maryland. Lorsqu'il revint à Washington, il avait l'intention de retourner dans le Tennessee pour se réinstaller à Greeneville avec sa famille. Il resta finalement à Washington quand il apprit que le général Ulysses S. Grant avait capturé la capitale sudiste, Richmond, ce qui laissait présager la fin de la guerre. Lincoln déclara, en réponse aux critiques concernant le comportement de Johnson, que « je connais Andy Johnson depuis des années ; il a fait une erreur l'autre jour mais vous ne devez pas être inquiets ; Andy n'est pas un ivrogne ».

## Présidence (1865-1869)

### Accession

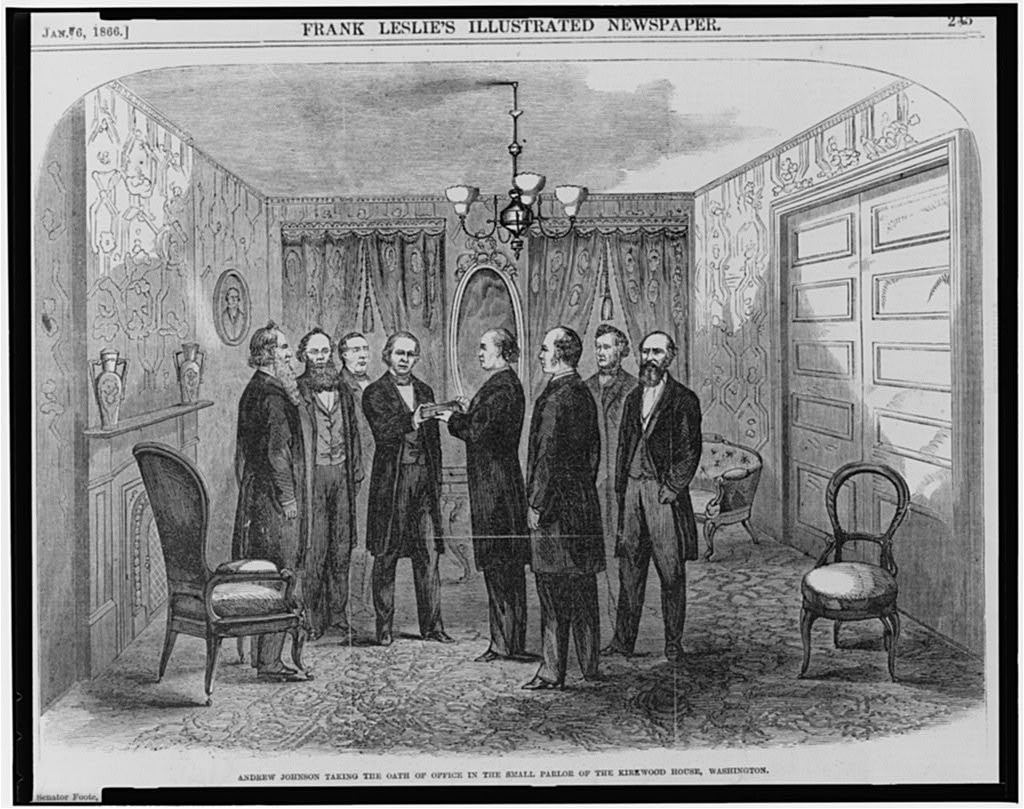
Xylographie contemporaine de Johnson prêtant serment le 15 avril 1865.

L'après-midi du 14 avril 1865, Lincoln et Johnson se virent pour la première fois depuis l'investiture. Trefousse et Gordon-Reed avancent que Johnson voulait « pousser Lincoln à ne pas être trop clément envers les traîtres, ». Castel indique cependant que le sujet de leur conversation est inconnu. Dans la soirée, le président Lincoln fut mortellement blessé par John Wilkes Booth, un sympathisant confédéré. Le tir contre le président faisait partie d'une conspiration visant à assassiner Lincoln, Johnson et Seward. Ce dernier fut grièvement blessé mais survécut tandis que George Atzerodt échoua dans sa tentative contre Johnson. Leonard J. Farwell réveilla Johnson dans sa chambre de Kirkwood House pour l'informer que Lincoln avait été abattu au théâtre Ford. Il se précipita au chevet du président où il resta un court moment et promit à son retour, « ils souffriront pour cela. Ils souffriront pour cela ». Lincoln mourut à 7 h 22 et Johnson prêta serment entre 10 et 11 heures en présence du juge en chef Salmon P. Chase et de la plupart des membres du Cabinet. Son comportement fut décrit comme « solennel et digne » par les journaux ; certains membres du Cabinet ne l'avaient pas vu depuis son investiture en mars. À midi, Johnson présida la première réunion de son administration dans le bureau du secrétaire du Trésor et il reconduisit la totalité de ses membres.
Les circonstances de l'assassinat ont donné lieu à des spéculations sur Johnson et sur l'avenir que lui attribuaient les conspirateurs. Le potentiel assassin de Johnson, Atzerodt, s'était enivré au lieu d'assassiner le vice-président. Dans le vain espoir de sauver sa vie après sa capture, il donna de nombreux détails concernant la conspiration mais ne dit rien pour corroborer l'idée que la tentative prévue contre Johnson n'était qu'une ruse. Les théoriciens du complot indiquent que le jour de l'assassinat, Booth se rendit à Kirkwood House et y laissa un mot à l'intention de Johnson portant l'inscription « Je ne veux pas vous déranger. Êtes-vous chez vous ? [signé] J. Wilkes Booth ». Il est ainsi possible que Booth, craignant qu'Atzerodt ne réussisse pas à tuer Johnson, ou inquiet qu'il n'ait tout simplement pas le courage de l'assassiner, ait voulu par ce message tenter d'impliquer le vice-président dans la conspiration.
Johnson présida les funérailles de Lincoln à Washington avant que la dépouille du défunt président ne soit envoyée à Springfield pour y être enterrée. Peu après la mort de Lincoln, le général nordiste William Tecumseh Sherman rapporta qu'il avait, sans consulter Washington, signé un armistice avec le général confédéré Joseph E. Johnston par lequel les forces sudistes de Caroline du Nord se rendaient en échange du maintien de l'administration de l'État et la protection des propriétés privées. L'accord ne mentionnait pas l'émancipation des esclaves et cela était inacceptable pour Johnson et les membres du Cabinet. Le président envoya un message à Sherman pour lui demander d'obtenir la reddition des troupes confédérées sans faire de concessions politiques. Cela, associé à sa décision d'offrir une prime de 100 000 $ (
1670217 dollars actuels) pour l'arrestation du président confédéré Jefferson Davis alors en fuite, donna à Johnson la réputation d'un homme qui serait dur envers le Sud. De manière plus controversée, il autorisa l'exécution de Mary Surratt pour son rôle dans l'assassinat de Lincoln. Elle fut pendue avec trois autres personnes, dont Atzerodt, le 7 juillet 1865.

### Reconstruction

#### Contexte
Lors de son accession à la présidence, Johnson dut répondre à la question du devenir des États du Sud. Lincoln avait autorisé la mise en place de gouvernements loyalistes en Virginie, en Arkansas, en Louisiane et dans le Tennessee au fur et à mesure que ces territoires étaient repris par les troupes nordistes. Il avait par ailleurs défendu un plan selon lequel des élections seraient organisés dans un État si 10 % des électeurs prêtaient allégeance à l'Union. Le Congrès considérait que cela était trop clément ; une loi demandant que la moitié des électeurs prêtent serment pour que l'État soit réintégré fut approuvée par les deux Chambres mais Lincoln y apposa son veto.
Johnson avait trois objectifs pour la Reconstruction. Il défendit une réintégration rapide des États sur le fait qu'ils n'avaient jamais véritablement quitté l'Union et devaient donc être reconnus dès que des citoyens loyaux auraient formé un gouvernement. Pour Johnson, la question du droit de vote des Afro-Américains n'était pas prioritaire car cela avait toujours été de la responsabilité des États de décider qui avait le droit de vote. Il voulait ensuite que le pouvoir politique dans les États du Sud passe des planteurs à ceux qu'il appelait les « plébéiens ». Comme de nombreux Afro-Américains étaient encore économiquement liés à leurs anciens maîtres et risquaient de voter comme eux, leurs votes étaient une entrave pour les objectifs de Johnson. La troisième priorité de Johnson était l'élection présidentielle de 1868 car il voulait devenir président de plein droit.
Le parti républicain s'était divisé en deux factions pendant la guerre de Sécession. Les républicains radicaux voulaient punir les principaux dirigeants de la Confédération et défendaient l'égalité des droits pour les Afro-Américains. Ils considéraient que les esclaves affranchis pouvaient être poussés à voter républicain en reconnaissance de leur émancipation ; les votes des noirs permettraient ainsi aux républicains de se maintenir au pouvoir et d'affaiblir les démocrates sudistes. Les républicains modérés voulaient également chasser les démocrates du pouvoir au niveau national et empêcher le retour des anciens confédérés mais ils étaient moins enthousiastes au sujet du droit de vote des noirs pour des raisons de politiques locales ou parce qu'ils considéraient qu'ils ne voteraient pas « correctement ». Les démocrates nordistes défendaient une réintégration immédiate des États du Sud et ne soutenaient pas le droit de vote des Afro-Américains car cela affaiblirait le contrôle démocrate du Sud.

#### Reconstruction présidentielle

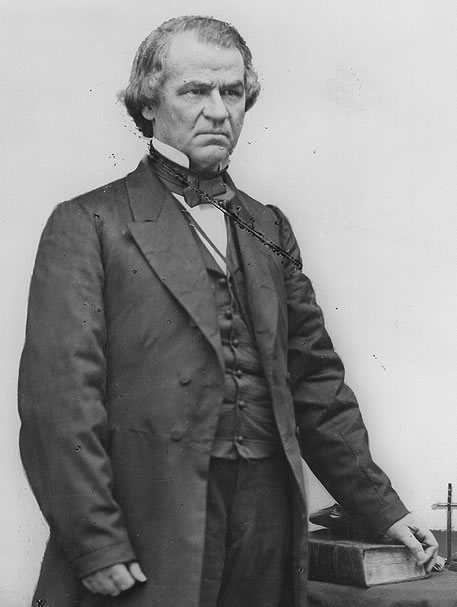
Andrew Johnson dans les années 1860

Johnson dut initialement mettre en place une politique de Reconstruction sans intervention législative car le Congrès ne devait pas se réunir avant décembre 1865. Les républicains radicaux dirent au président que les États du Sud étaient économiquement dévastés et le pressèrent d'utiliser son pouvoir pour demander que l'octroi de droits aux esclaves affranchis soit une condition préalable à la réintégration des États sudistes. Johnson, avec le soutien d'autres officiels dont Seward, considérait en revanche que cette question était du ressort des États et non pas du gouvernement fédéral. Le Cabinet était divisé sur la question.
Johnson prit ses deux premières décisions sur la Reconstruction le 29 mai avec le soutien unanime du Cabinet. La première était une proclamation qui reconnaissait la légitimité du gouvernement de Virginie mené par le gouverneur provisoire Francis Harrison Pierpont (en). La seconde était une amnistie de tous les anciens rebelles à l'exception de ceux dont la valeur des propriétés dépassait 20 000 $ (285 000 $ de 2011) ; il nomma également un gouverneur temporaire pour la Caroline du Nord et autorisa la tenue d'élections. Aucune de ces proclamations ne comportaient de clauses concernant le droit de vote des Afro-Américains et les droits des esclaves affranchis. Le président autorisa la tenue de conventions dans les autres États pour qu'ils rédigent leurs constitutions.
Alors que les États du Sud commençaient le processus de recréation de leurs gouvernements, Johnson jouissait d'un important soutien populaire pour ses politiques et il considéra donc qu'il disposait d'un soutien inconditionnel pour la réintégration rapide du Sud. S'il était largement soutenu au Sud, il sous-estima la détermination des Nordistes qui craignaient que la guerre n'ait été menée pour rien et demandaient la mise en place de politiques particulièrement dures. Il était important pour l'opinion publique nordiste que le Sud reconnaisse sa défaite, que l'esclavage soit aboli et que la vie des Afro-Américains soit améliorée. La question du droit de vote était moins importante car seule une poignée d'États nordistes (essentiellement en Nouvelle-Angleterre) accordaient les mêmes droits aux noirs qu'aux blancs ; de plus à la fin de l'année 1865, le Connecticut, le Wisconsin et le Minnesota rejetèrent des résolutions sur le suffrage des noirs avec d'importantes majorités. L'opinion publique toléra la clémence de Johnson à condition qu'il amène le Sud à reconnaître sa défaite. Au lieu de cela, les blancs sudistes furent encouragés et de nombreux États sudistes adoptèrent les Black Codes qui limitaient fortement les droits fondamentaux et civiques des Afro-Américains. La plupart des sudistes élurent des anciens confédérés au Congrès et les délégations étaient menées par le sénateur de Géorgie et ancien vice-président confédéré, Alexander Stephens. Le Congrès se réunit au début du mois de décembre 1865 et le discours conciliant de Johnson fut bien accueilli. Le Congrès refusa néanmoins que les législateurs sudistes puissent siéger et il créa un comité pour proposer des lois appropriées pour la Reconstruction.
Il fait expulser les Noirs des parcelles de terrains que certains généraux nordistes leur avaient distribués. De manière générale, la structure économique du Sud, construite sur des caractéristiques racistes, est totalement conservée. La société nordiste ne connait pas non plus de changement particulier. Les soldats démobilisés ne bénéficient pas de programme d'aide pour retrouver du travail ou un logement.
Les Nordistes étaient ulcérés par l'idée que d'anciens membres du gouvernement confédérés comme Stephens soient des législateurs fédéraux à un moment où les blessures de la guerre étaient encore grandes ouvertes. Ils considéraient que les Black Codes plaçaient les Afro-Américains dans une situation à peine meilleure que l'esclavage. Les républicains craignaient également que la restauration des États du Sud ne permette aux démocrates de revenir au pouvoir,. De plus, selon David O. Stewart dans son livre sur la procédure de destitution de Johnson, « la violence et la pauvreté qui oppressaient le Sud galvanisèrent l'opposition à Johnson ».

#### Rupture avec les républicains

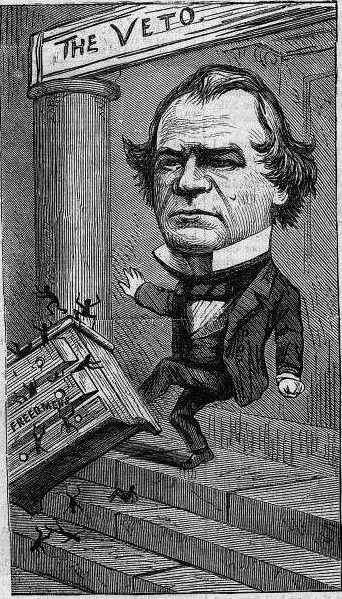
Caricature de Thomas Nast montrant Johnson se débarrassant du Bureau of Refugees.

Le Congrès était réticent à affronter le président et commença par uniquement affiner les politiques de Johnson envers le Sud. Selon Trefousse, « s'il fut une période où Johnson aurait pu parvenir à un accord avec les modérés du parti républicain, c'était dans la période qui suivit le retour du Congrès ». Johnson était mécontent des provocations des États du Sud et du maintien de l'élite d'avant-guerre dans ces régions mais il ne se prononça pas publiquement à ce sujet en considérant que les Sudistes avaient le droit d'agir comme ils le souhaitaient même si cela n'était pas judicieux. À la fin du mois de janvier 1866, il devint convaincu que remporter une confrontation avec les républicains radicaux était nécessaire pour ses plans politiques, à la fois pour la Reconstruction et pour sa réélection en 1868. Il aurait préféré que le conflit porte sur les efforts législatifs pour affranchir les Afro-Américains dans le district de Columbia, une proposition qui avait été très largement rejetée lors d'un référendum. Une loi sur ce sujet fut adoptée par la Chambre des représentants mais à la déception de Johnson, elle fut rejetée par le Sénat avant qu'il ne puisse y apposer son veto.
Le sénateur Lyman Trumbull de l'Illinois, le chef des républicains modérés et président du comité judiciaire, était impatient d'obtenir un compromis avec le président. Il présenta une législation au Congrès pour prolonger le mandat du Bureau of Refugees, Freedmen and Abandoned Lands (« Bureau des réfugiés, des affranchis et des terres abandonnées ») au-delà de l'année 1867 et une autre pour accorder la citoyenneté aux esclaves affranchis. Trumbull rencontra plusieurs fois Johnson et était convaincu que le président ne s'opposerait pas à ces mesures. Johnson contredisait rarement ses visiteurs et donnait souvent l'impression à ses interlocuteurs qu'il était d'accord avec eux, même si cela n'était pas le cas. Le président s'opposa aux deux législations sur le principe qu'elles ne respectaient pas la souveraineté des États. De plus, les deux lois de Trumbull étaient impopulaires auprès des Sudistes blancs que Johnson espérait intégrer dans son nouveau parti. Le président mit son veto à la loi sur le Bureau of Refugees le 14 février 1866 à la grande joie des Sudistes et au désarroi indigné des législateurs républicains. Johnson considérait qu'il avait eu raison car une tentative pour outrepasser son veto échoua au Sénat le lendemain. Il pensait également que les radicaux étaient à présent isolés et battus et que les républicains modérés se rallieraient à lui ; il ne comprit pas que les modérés voulaient également que les Afro-Américains soient traités avec équité.
Le 22 février, date du Washington's Birthday, Johnson donna un discours improvisé à des partisans qui s'étaient rassemblés devant la Maison-Blanche et demandaient une déclaration en l'honneur du premier président. Dans son allocution d'une heure, il fit référence à lui-même plus de 200 fois. Plus grave, il parla « d'hommes… toujours opposés à l'Union » à qui il ne pouvait pas offrir la main de l'amitié qu'il avait tendue au Sud,. Lorsque la foule lui demanda de qui il s'agissait, Johnson cita le représentant de Pennsylvanie, Thaddeus Stevens, le sénateur du Massachusetts, Charles Sumner, et l'abolitionniste Wendell Phillips qu'il accusa d'avoir planifié son assassinat. Les républicains considérèrent qu'il s'agissait d'une déclaration de guerre tandis qu'un allié démocrate de Johnson estima que son discours coûta 200 000 voix à son parti lors des élections de mi-mandat de 1866.
Malgré les exhortations des modérés, Johnson rompit définitivement avec eux en mettant son veto le 27 mars au Civil Rights Act destiné à protéger les droits civiques des Afro-Américains. Dans le message accompagnant le veto, il indiqua qu'il s'opposait à la mesure car elle accordait la citoyenneté aux esclaves affranchis à un moment où 11 des 36 États étaient sous-représentés au Congrès et qu'elle était une mesure discriminatoire en faveur des noirs et contre les blancs,. Le Congrès outrepassa ce veto trois semaines plus tard, ce qui représentait une première dans l'histoire américaine. Le veto du Civil Rights Act de 1866 est généralement considéré comme l'erreur majeure de la présidence de Johnson car il convainquit les modérés que toute négociation était impossible. Dans son livre sur la Reconstruction, l'historien Eric Foner estime qu'il s'agit « de l'erreur de jugement la plus dévastatrice de sa carrière politique ». Selon Stewart, le veto fut « pour beaucoup l'erreur fondamentale [de Johnson] et elle annonça la confrontation permanente avec le Congrès qui domina le reste de sa présidence ».
Le Congrès proposa également un 14e amendement à la Constitution. Rédigé par Trumbull, il fut envoyé pour ratification dans les différents États ; Johnson y était opposé mais ne joua aucun rôle dans le processus. L'amendement ajoutait les dispositions les plus importantes du Civil Rights Act dans la Constitution mais allait également plus loin. Il étendait l'octroi de la citoyenneté à toute personne née aux États-Unis (à l'exception des Amérindiens dans les réserves indiennes), pénalisait les États qui ne donnaient pas le droit de vote aux esclaves affranchis et créait de nouveaux droits civiques qui seraient protégés par les tribunaux fédéraux. Il garantissait également que la dette publique fédérale serait remboursée mais interdisait tout paiement des dettes contractées par la Confédération pendant le conflit. Pour finir, il excluait les anciens confédérés des fonctions officielles même ci cela pouvait être annulé par le Congrès. Les deux Chambres adoptèrent une nouvelle loi pour prolonger le mandat du Bureau of Refugees et le président y apposa à nouveau son veto ; cette fois-ci le veto fut outrepassé. À l'été 1866, lorsque le Congrès suspendit ses travaux en prévision de l'élection de novembre, la méthode de Johnson consistant à réintégrer les États par décret présidentiel sans garanties pour les Afro-Américains était gravement menacée. L'État du Tennessee ratifia le 14e amendement malgré l'opposition du président et le Congrès admit immédiatement ses représentants, ce qui embarrassa Johnson.

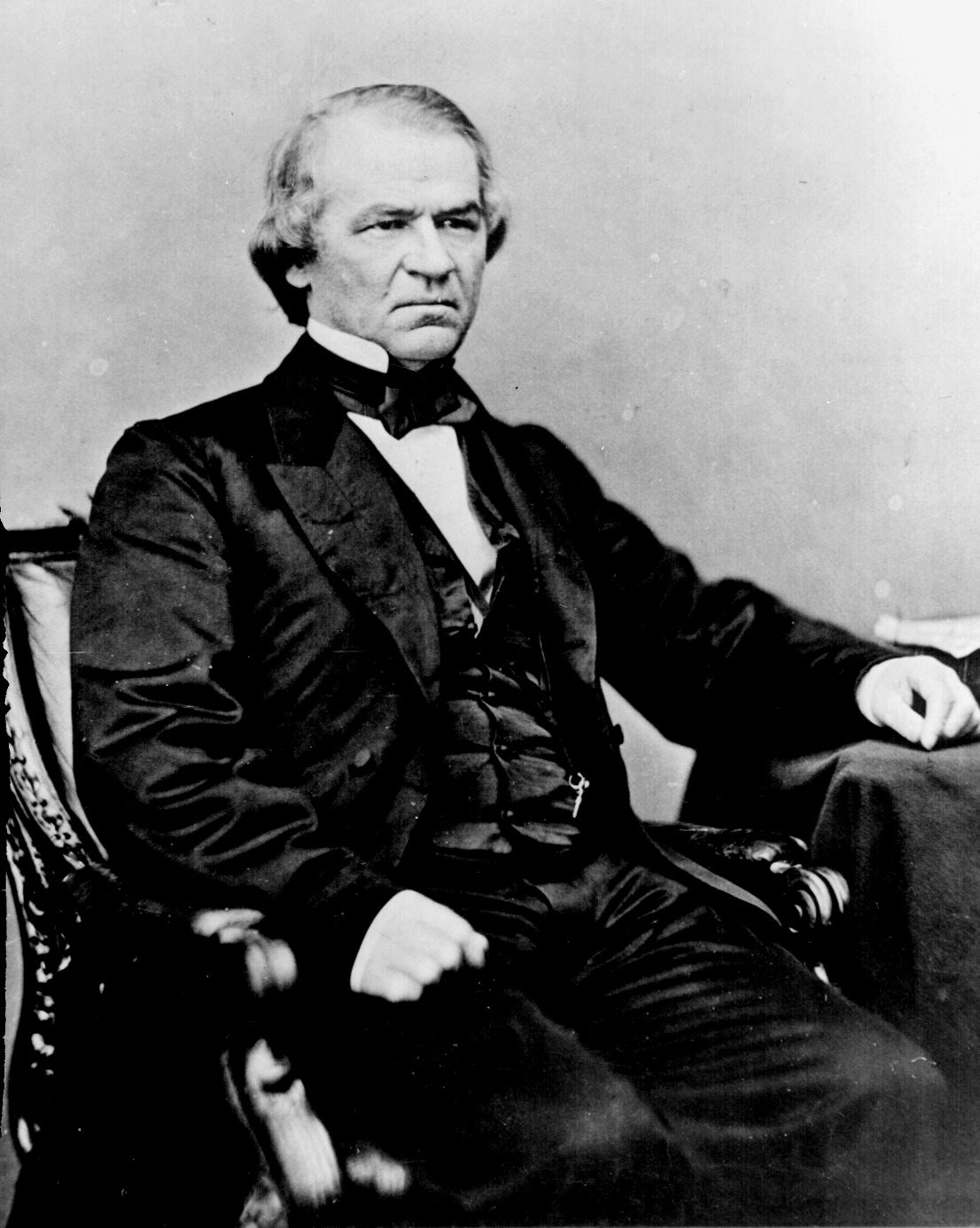
Andrew Johnson dans les années 1860.

Les tentatives pour trouver un compromis échouèrent et le paysage politique se cliva entre les républicains unis d'un côté et Johnson et ses alliés démocrates, du Nord et du Sud, de l'autre. Il demanda l'organisation d'une convention du parti de l'union nationale mais celle-ci ne parvint pas à apaiser la guerre politique qui se déroulait à la veille des élections de mi-mandat de 1866. Les États du Sud n'étaient pas autorisés à voter et Johnson entreprit une tournée dans les États du Nord où il fit de nombreux discours en faveur des candidats démocrates. Cela fut un désastre politique en raison de ses comparaisons controversées entre le Christ et lui et ses échanges violents avec des perturbateurs qui furent jugés indignes de la présidence. Les républicains remportèrent une victoire triomphale et disposaient à présent de majorités écrasantes à la Chambre et au Sénat. Johnson accusa les démocrates de n'avoir donné qu'un soutien timide au mouvement de l'union nationale.

#### Reconstruction radicale
Même après la victoire républicaine en novembre 1866, Johnson considérait qu'il était en position de force. Le 14e amendement n'avait été ratifié par aucun des États sudistes ou frontaliers à l'exception du Tennessee et avait été rejeté par le Kentucky, le Delaware et le Maryland. Comme l'amendement devait être ratifié par les trois quarts des États pour être intégré à la Constitution, Johnson considérait que l'impasse jouait en sa faveur. Lorsqu'il se réunit à nouveau en décembre 1866, le Congrès commença à adopter des législations en outrepassant souvent le veto de Johnson. Le Nebraska fut ainsi intégré à l'Union ; les républicains gagnèrent deux sénateurs et l'État ratifia immédiatement l'amendement. Le veto de Johnson sur une loi accordant le même statut au territoire du Colorado ne fut pas annulé car un trop grand nombre de sénateurs considérait qu'il n'était pas justifié de créer un État avec uniquement 30 000 habitants.
En janvier 1867, Thaddeus Stevens présenta une loi visant à dissoudre les gouvernements des États du Sud et à créer cinq districts militaires sous la loi martiale. Les États devraient à nouveau organiser des conventions constitutionnelles et les Afro-Américains pourraient voter ou devenir délégués à la différence des anciens confédérés qui n'avaient pas ces droits. Le Congrès ajouta à la loi que la réintégration de l'Union ne se ferait qu'après la ratification du 14e amendement par l'État. Johnson et les Sudistes essayèrent de trouver un compromis par lequel le Sud accepterait une version modifiée de l'amendement n'accordant que des droits limités aux Afro-Américains et n'excluant pas les anciens confédérés. Les républicains insistèrent sur le maintien complet de l'amendement et aucun accord ne fut trouvé. Johnson apposa son veto au premier de ces Reconstruction Acts le 2 mars 1867 mais le Congrès l'annula le même jour. Également le 2 mars, le Congrès adopta le Tenure of Office Act malgré le veto présidentiel en réponse aux déclarations de Johnson selon lesquelles il limogerait les membres de son Cabinet qui n'étaient pas d'accord avec lui. Cette loi qui imposait l'approbation du Sénat pour limoger un membre du Cabinet fut controversée car certains sénateurs doutaient de sa constitutionnalité et du fait de savoir si elle s'appliquait à Johnson dont les ministres clés avaient été nommés par Lincoln.

### Impeachment

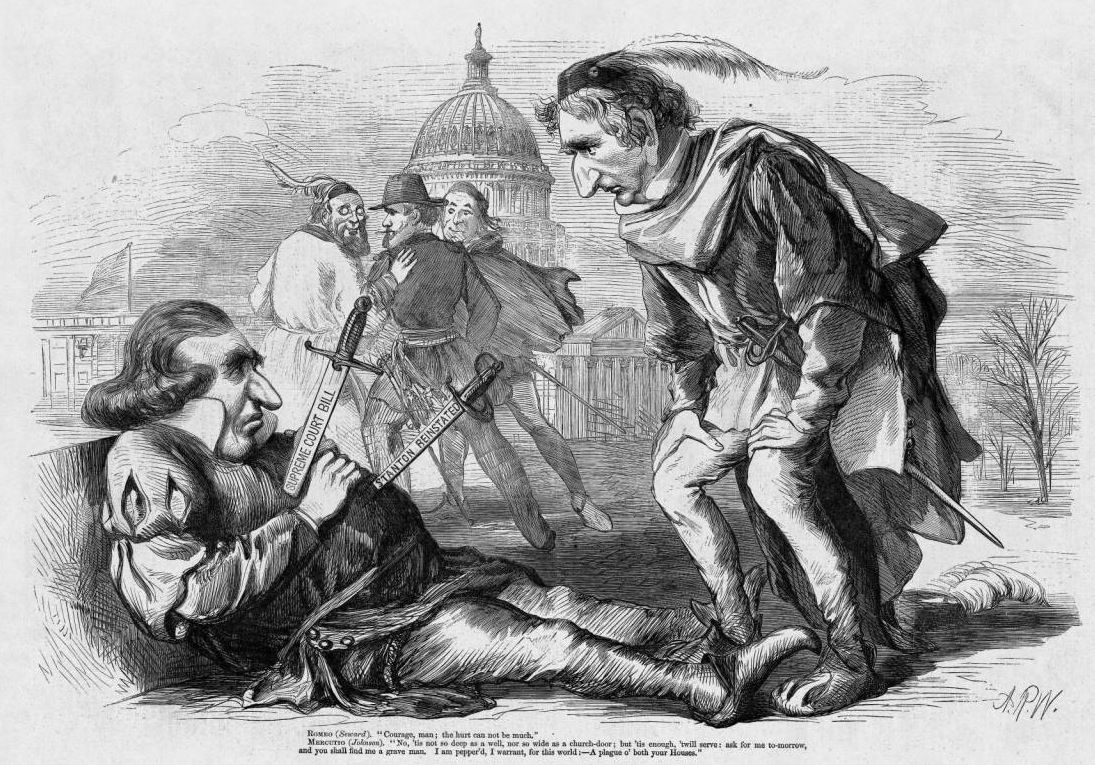
Caricature du journal Harper's Weekly de février 1868 représentant Johnson en Mercutio de Roméo et Juliette poignardé par le « rétablissement de Stanton » sous le regard de Seward en Roméo.

Le secrétaire à la Guerre Edwin M. Stanton était un homme capable et travailleur mais à la personnalité difficile. Johnson l'admirait mais il était également exaspéré par ses actions, soutenues par le général Grant, visant à saper la politique sudiste du président. Johnson envisagea de le limoger mais respectait son rôle pendant la guerre. De son côté, Stanton s'inquiétait de son possible successeur et refusa de démissionner même si ses mauvaises relations avec le président étaient bien connues.
Le nouveau Congrès se rassembla pendant quelques semaines en mars 1867 avant d'ajourner les sessions et le comité judiciaire de la Chambre fut chargé d'évaluer s'il était possible de lancer une procédure d'Impeachment (« destitution ») contre Johnson. Le comité se rassembla, examina les comptes bancaires du président et convoqua les membres de son Cabinet. Lorsqu'un tribunal fédéral libéra l'ancien président confédéré Jefferson Davis sous caution le 13 mai, le comité enquêta pour savoir si Johnson avait entravé les poursuites judiciaires. Il apprit que Johnson était impatient de faire juger Davis et la majorité des membres du comité abandonnèrent les charges d'accusation contre Johnson ; le comité fut dissous le 3 juin.
En juin, Johnson et Stanton s'opposèrent sur la question de savoir si les officiers militaires dirigeant les districts militaires du Sud pouvaient contourner les décisions des autorités civiles. Johnson demanda au procureur général Henry Stanbery de délivrer une déclaration indiquant qu'ils n'en avaient pas le droit. Il cherchait ainsi à obliger Stanton à prendre position soit pour, et donc soutenir sa position, soit contre, montrant ainsi son opposition au président et au reste du Cabinet. Stanton évita le sujet lors des réunions et des échanges. Lorsque le Congrès se réunit à nouveau en juillet, il adopta un Reconstruction Act qui clarifiait les pouvoirs des généraux et privait Johnson de son contrôle de l'armée dans le Sud. Comme le Congrès était ajourné jusqu'en novembre, le président décida de limoger Stanton et l'un des commandants de district, le général Philip Sheridan, qui avait révoqué le gouverneur du Texas et l'avait remplacé par quelqu'un d'impopulaire. Il en fut initialement fermement dissuadé par Grant. Le 5 août, le président demanda néanmoins la démission de Stanton mais le secrétaire refusa de la lui donner. Johnson le suspendit en attente de la prochaine réunion du Congrès comme cela était permis par le Tenure of Office Act ; Grant accepta de le remplacer temporairement tout en continuant de diriger l'armée.

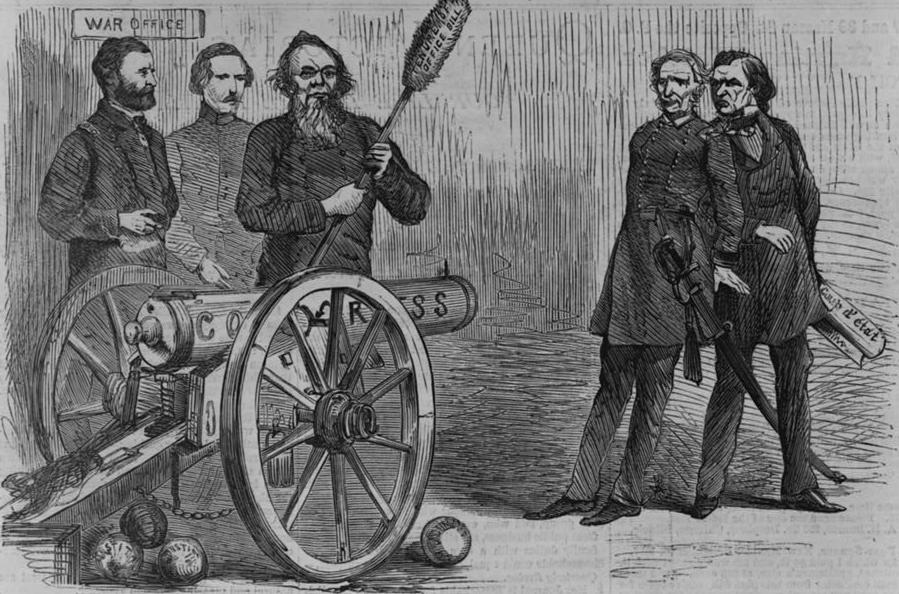
Caricature du journal Harper's Weekly de mars 1868 montrant le secrétaire à la Guerre Stanton pointant un canon appelé « Congress » sur Johnson (à droite) et Lorenzo Thomas. L'écouvillon est appelé « Tenure of Office Bill » et les boulets sur le sol portent l'inscription « Justice ».

Malgré ses protestations, Grant réalisa le transfert de Sheridan et d'un autre commandant de district, le général Daniel Sickles, qui avait irrité Johnson en appliquant fermement le plan du Congrès. Johnson délivra également une proclamation graciant la plupart des anciens Confédérés à l'exception de ceux qui avaient exercé des fonctions officielles dans la Confédération ou qui travaillaient dans l'administration fédérale avant la guerre et avaient donc brisé leurs serments de loyauté. Même si les républicains exprimèrent leur colère, les élections de 1867 tournèrent globalement en faveur des démocrates. Aucun siège du Congrès n'avait été renouvelé mais les démocrates reprirent le contrôle de la législature de l'Ohio et les électeurs dans l'Ohio, le Connecticut et le Minnesota rejetèrent des propositions visant à accorder le droit de vote aux Afro-Américains. Ces résultats défavorables mirent temporairement un terme aux appels républicains à la destitution de Johnson qui fut enthousiasmé par les élections. Néanmoins, quand le Congrès se réunit à nouveau en novembre, le comité judiciaire fut reformé et vota une résolution de destitution contre Johnson. Après de nombreux débats pour savoir si les actes du président pouvaient être qualifiés de « crimes ou délits majeurs » et donc entraîner une procédure de destitution suivant l'article II de la Constitution, la résolution fut rejetée par la Chambre des représentants le 7 décembre 1867 par 108 voix contre 57.
Johnson informa le Congrès de la suspension de Stanton et de la nomination temporaire de Grant. En janvier 1868, le Sénat annula cette action et réinstalla Stanton en affirmant que le président avait violé le Tenure of Office Act. Grant démissionna malgré l'opposition de Johnson et les relations entre les deux hommes furent irrémédiablement ternies. Johnson limogea Stanton et nomma Lorenzo Thomas à sa place. Stanton refusa de quitter son poste et le 24 février 1868, la Chambre accusa le président d'avoir intentionnellement violé le Tenure of Office Act par 128 voix contre 47 et il rédigea onze articles d'accusation.
Le procès en destitution commença au Sénat le 5 mars 1868 et dura près de trois mois ; l'accusation était menée par George S. Boutwell, Benjamin Butler et Thaddeus Stevens tandis que William M. Evarts, Benjamin R. Curtis (en) et l'ancien procureur général Stanbery représentaient la défense ; le président du tribunal était le juge en chef Salmon Chase. La défense de Johnson reposait sur une clause du Tenure of Office Act qui le rendait applicable uniquement aux membres du Cabinet nommé par l'administration en place. Comme Lincoln avait nommé Stanton, la défense affirma que Johnson n'avait pas violé la loi et que le président avait le droit de mettre en doute la constitutionnalité d'une loi du Congrès devant les tribunaux. Les conseillers de Johnson insistèrent pour qu'il ne se rende pas à son procès et qu'il ne commente pas publiquement son déroulement ; à l'exception de deux entretiens en avril, il s'y conforma.
Johnson manœuvra politiquement pour obtenir un acquittement. Il promit par exemple au sénateur de l'Iowa, James W. Grimes (en), qu'il n'entraverait pas les efforts de Reconstruction du Congrès. Grimes rapporta à un groupe de modérés, dont beaucoup votèrent pour son acquittement, qu'il croyait que Johnson tiendrait sa parole. Johnson promit également de nommer au poste de secrétaire à la Guerre, le respecté général John McAllister Schofield. Le sénateur du Kansas, Edmund G. Ross, reçut l'assurance que les nouvelles constitutions influencées par les idées radicales ratifiées en Caroline du Sud et en Arkansas seraient transmises au Congrès sans opposition de la part du président ; cela permit à ces sénateurs d'avoir un alibi pour voter pour son acquittement. En outre, les actionnaires des compagnies de chemins de fer distribuèrent de nombreux pots-de-vin aux parlementaires afin d’empêcher la destitution de Johnson, celui-ci étant acquis à leurs intérêts.
Les sénateurs étaient également réticents à l'idée de destituer Johnson car son successeur aurait été le sénateur Benjamin Wade de l'Ohio, alors président pro tempore du Sénat. Wade, un lame duck qui quitta ses fonctions de sénateur au début de l'année 1869, était un radical qui défendait des mesures comme le droit de vote des femmes et était donc considéré comme particulièrement extrémiste pour l'époque,. De plus, une présidence Wade était vue comme un obstacle aux ambitions de Grant.

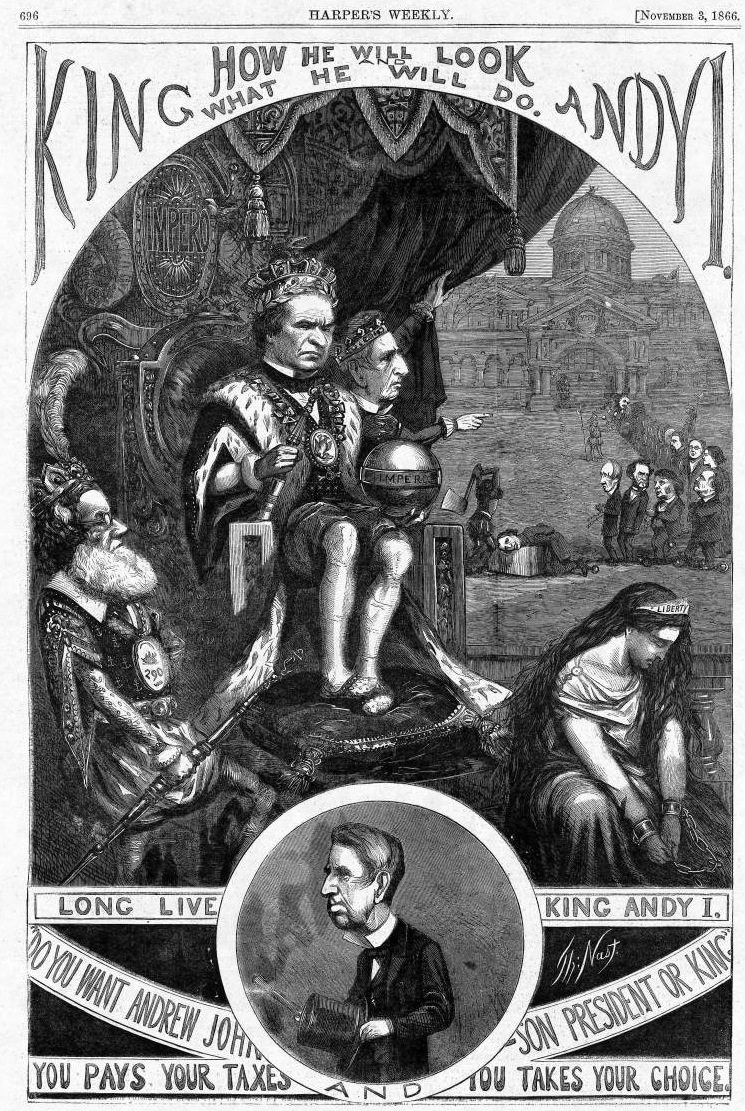
Caricature publiée dans le journal Harper's Weekly en novembre 1866 représentant Johnson en roi tandis que William Henry Seward (également présent dans le médaillon) montre l'exécution de ses opposants dont Thaddeus Stevens qui a la tête sur le billot.

Grâce aux négociations, Johnson était confiant dans le résultat du procès et dans les jours qui précédèrent le verdict, les journaux rapportèrent que Stevens et les radicaux avaient abandonné. Le 16 mai, le Sénat vota sur le onzième article qui résumait les dix précédents et accusait Johnson d'avoir limogé Stanton en violation du Tenure of Office of Act alors que le Sénat avait déjà annulé sa décision. 35 sénateurs votèrent « coupable » et 19 « non coupable » soit une voix de moins que la majorité des deux tiers nécessaire pour une condamnation. Le Sénat fut ajourné pour la convention républicaine qui choisit Grant pour briguer la présidence. Il se réunit à nouveau le 26 mai et vota sur les second et troisième articles avec le même résultat de 35 voix contre 19 ; les opposants abandonnèrent alors la procédure de destitution,. Stanton quitta son poste le 26 mai et le Sénat confirma par la suite la nomination de Schofield. Lorsque Johnson demanda à Stanbery de reprendre ses fonctions de procureur général après son rôle de défenseur lors du procès, le Sénat refusa de confirmer sa nomination.
Certains ont avancé, à l'époque et par la suite, que la corruption a joué un rôle dans l'issue du procès. Alors même qu'il était en cours, le représentant Butler commença une enquête, mena des auditions litigieuses et publia un rapport qui ne fut soutenu par aucun autre congressiste. Butler se concentra sur l'Astor House Group de New York, supposément mené par le boss politique (en) et éditeur Thurlow Weed. Cette organisation aurait levé de grandes sommes d'argent pour corrompre des sénateurs et obtenir l'acquittement de Johnson mais rien ne fut jamais prouvé.

### Politique étrangère
Peu après son accession à la présidence, Johnson s'accorda avec le secrétaire d'État William Henry Seward pour qu'il n'y ait pas de changements par rapport à la politique étrangère de Lincoln. Seward et Lincoln avaient été rivaux pour la nomination présidentielle en 1860 et l'ancien président espérait qu'il lui succède en 1868. Lorsque Johnson devint président en 1865, les Français étaient intervenus au Mexique pour y installer un gouvernement favorable à leurs intérêts. Alors que de nombreux politiques demandaient une intervention franche en faveur du Mexique, Seward privilégiait la diplomatie et avertit les Français que leur présence au Mexique était inacceptable. Même si le président avait une approche plus agressive, il se rallia à la position de son secrétaire d'État. En avril 1866, le gouvernement français informa Seward que ses troupes se replieraient en plusieurs étapes et le retrait fut achevé en novembre 1867.
Seward était un expansionniste et il chercha des opportunités pour accroître le territoire des États-Unis. En 1867, le gouvernement russe décida que sa colonie en Amérique du Nord (aujourd'hui l'Alaska) était un boulet économique et craignait d'en perdre le contrôle du fait de l'expansion des implantations américaines sur place. Il demanda à son ambassadeur à Washington, le baron Edouard de Stoeckl de négocier la vente du territoire. De Stoeckl négocia adroitement et poussa Seward à accroître son offre de 5 à 7,2 millions de dollars soit approximativement 13,3 milliards de dollars de 2011. De Stoeckl et Seward se dépêchèrent de signer le traité le 30 mars 1867 car le Sénat était sur le point d'ajourner ses séances. Johnson et Seward présentèrent le document signé au Congrès mais furent informés qu'il ne pourrait pas être adopté avant la reprise parlementaire. Le président força le Sénat à siéger le 1er avril et l'accord fut approuvé par 37 voix contre 2. Encouragé par son succès en Alaska malgré les critiques concernant le coût de l'acquisition de cette région reculée, Seward chercha de nouveaux territoires à acquérir mais son seul autre succès fut de revendiquer la souveraineté américaine sur l'atoll inhabité de Wake dans le Pacifique. Il négocia l'achat des Indes occidentales danoises et la population approuva le transfert lors d'un plébiscite mais le Sénat ne vota jamais sur le traité et il expira. Ces îles furent finalement achetées en 1917 et forment aujourd'hui les îles Vierges des États-Unis.
Seward échoua également dans la signature de la convention Johnson-Clarendon en règlement des réclamations de l'Alabama concernant les dégâts au commerce maritime américain causés par des corsaires confédérés comme le CSS Alabama construits en Grande-Bretagne. Négocié par l'ambassadeur des États-Unis au Royaume-Uni, l'ancien sénateur du Maryland Reverdy Johnson à la fin de l'année 1868, le traité fut ignoré par le Sénat durant la présidence de Johnson. L'accord fut rejeté après son départ et l'administration Grant obtint des termes bien plus favorables lors du traité de Washington en 1871,.

### Administration et nominations judiciaires

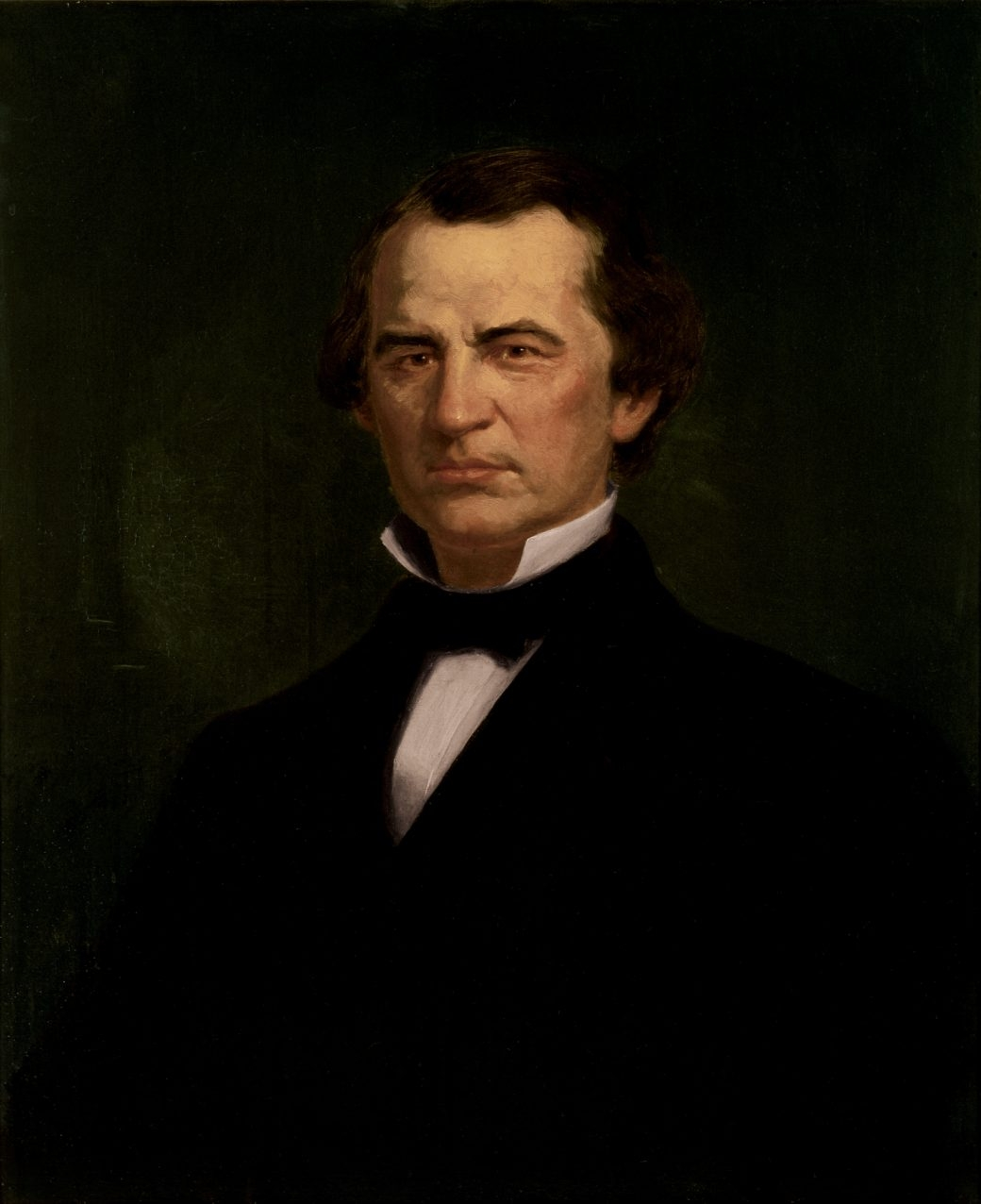
Portrait officiel d'Andrew Johnson.

Johnson nomma neuf juges fédéraux durant sa présidence, tous dans des cours fédérales de district. Il ne nomma aucun juge à la Cour suprême. En avril 1866, il choisit Henry Stanbery pour remplacer le juge assesseur John Catron (en) décédé l'année précédente mais le Congrès cherchait à réduire la taille de la Cour. Celle-ci comptait dix juges et le Judicial Circuits Act de 1866 empêcha le remplacement des sièges vacants jusqu'à ce que la cour n'en compte plus que sept. Ainsi James M. Wayne (en) ne fut pas remplacé après son décès en 1867. En 1869, le Judiciary Act ramena le nombre de juges à neuf et reste toujours en vigueur de nos jours. Johnson nomma son ami de Greeneville, Samuel Milligan, à la cour d'appel fédérale où il resta de 1868 jusqu'à sa mort en 1874,.

### Fin de mandat
Johnson espérait obtenir la nomination démocrate pour l'élection présidentielle de 1868 organisée à New York en juillet 1868. Il restait très populaire chez les Blancs du Sud et il renforça sa popularité en délivrant une proclamation, juste avant la convention, qui empêchait toute nouvelle poursuite judiciaire contre les anciens Confédérés qui n'étaient pas déjà inculpés ; ainsi seul Davis et quelques autres devaient être jugés. Lors du premier tour, Johnson arriva second derrière l'ancien représentant George H. Pendleton de l'Ohio, qui avait été son opposant pour la nomination à la vice-présidence en 1864. Johnson perdit progressivement ses soutiens durant les tours suivant et lors du 22e vote, le gouverneur de New York, Horatio Seymour, fut choisi et le président ne reçut que quatre voix, toutes de la part de délégués du Tennessee.

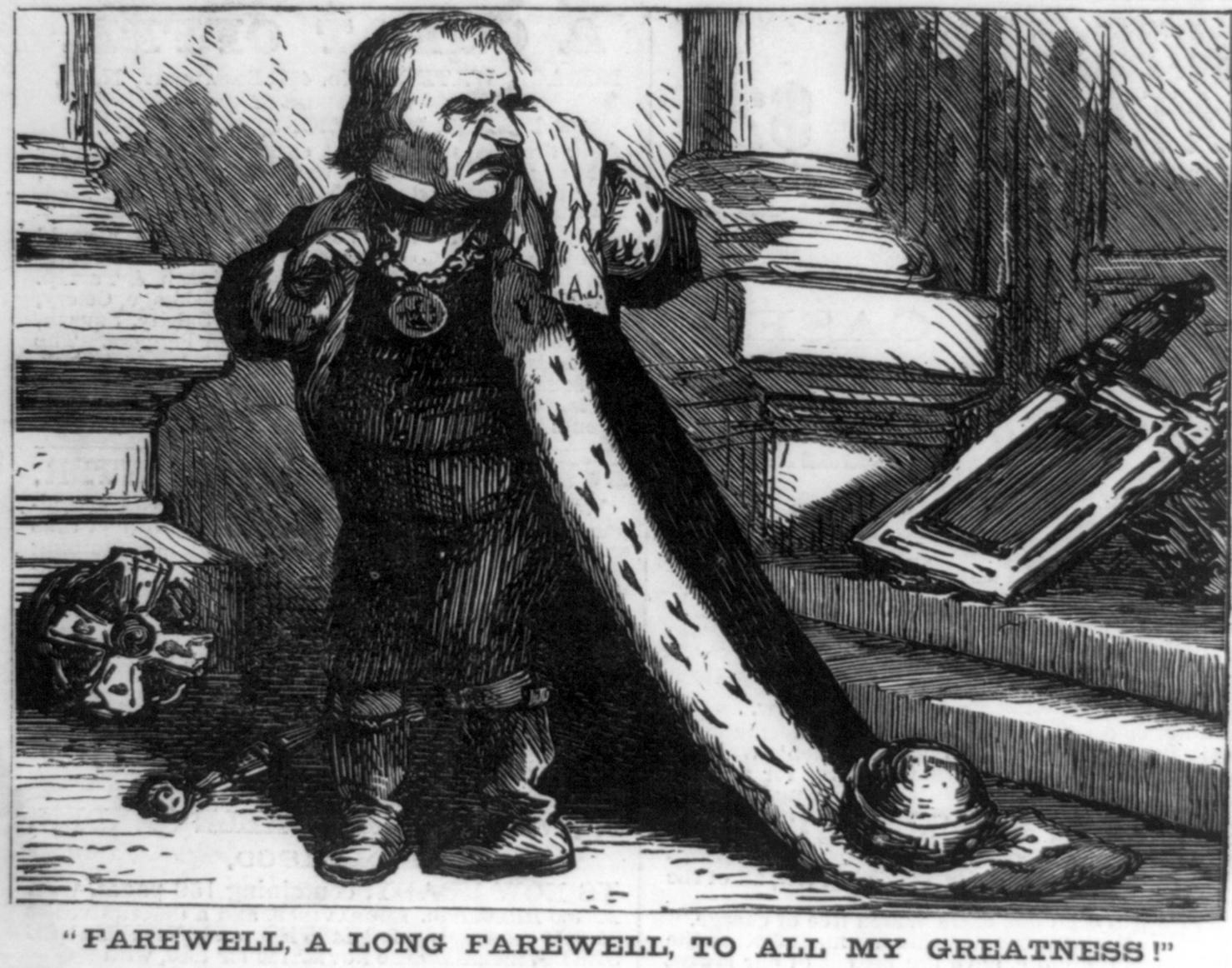
« Adieu à toute ma grandeur » ; Caricature du journal Harper's Weekly de mars 1869 moquant le départ de Johnson.

L'opposition avec le Congrès ne cessa pas après l'échec de la procédure de destitution. Johnson proposa des amendements pour que le président ne puisse être élu que pour un unique mandat de six ans, que les élections présidentielles et sénatoriales se fassent au suffrage direct et que le mandat des juges soit limité dans la durée ; le Congrès ne débattit même pas de ces propositions. Les exemplaires du 14e amendement ratifiés par les États du Sud étaient envoyés au département d'État mais Johnson prenait son temps pour les transmettre au Congrès. Ce dernier adopta alors une loi en outrepassant le veto présidentiel pour qu'il soit obligé de les envoyer dans les dix jours qui suivaient leur réception. Johnson continua de différer ses obligations autant que possible mais fut obligé de déclarer en juillet 1868 que l'amendement était officiellement intégré à la Constitution.
Les conseillers de Seymour essayèrent d'obtenir le soutien de Johnson mais il resta silencieux pendant la campagne électorale. Il ne mentionna Seymour, sans le soutenir, qu'en octobre alors que le vote avait déjà eu lieu dans certains États. Johnson regretta néanmoins la victoire de Grant, en partie du fait de l'animosité causée par l'affaire Stanton. Dans son discours annuel devant le Congrès en décembre, il demanda l'abrogation du Tenure of Office Act et dit aux législateurs que tout ce serait bien passé s'ils avaient accepté leurs collègues sudistes en 1865. Il célébra son 60e anniversaire à la fin du mois de décembre durant une fête à laquelle participèrent des centaines d'enfants ; le président-élu Grant refusa néanmoins que ses enfants y participent.
Le jour de Noël 1868, Johnson délivra une amnistie générale qui s'appliquait à tous les anciens Confédérés y compris à Davis. Il gracia également Samuel Mudd dont la condamnation pour complicité dans l'assassinat de Lincoln (il avait réparé la jambe cassée de Booth) était controversée.
Le 3 mars, Johnson organisa une grande réception publique à la Maison-Blanche à l'occasion de son dernier jour de présidence. Grant fit savoir qu'il ne souhaitait pas être dans la même calèche que l'ancien président, comme cela était la coutume et Johnson refusa de se rendre à la cérémonie d'investiture. Malgré les tentatives de Seward pour le faire changer d'avis, Johnson passa la matinée du 4 mars à régler les affaires de dernière minute avant de quitter la Maison-Blanche peu après midi pour se rendre dans la résidence d'un ami,.

## Après la présidence

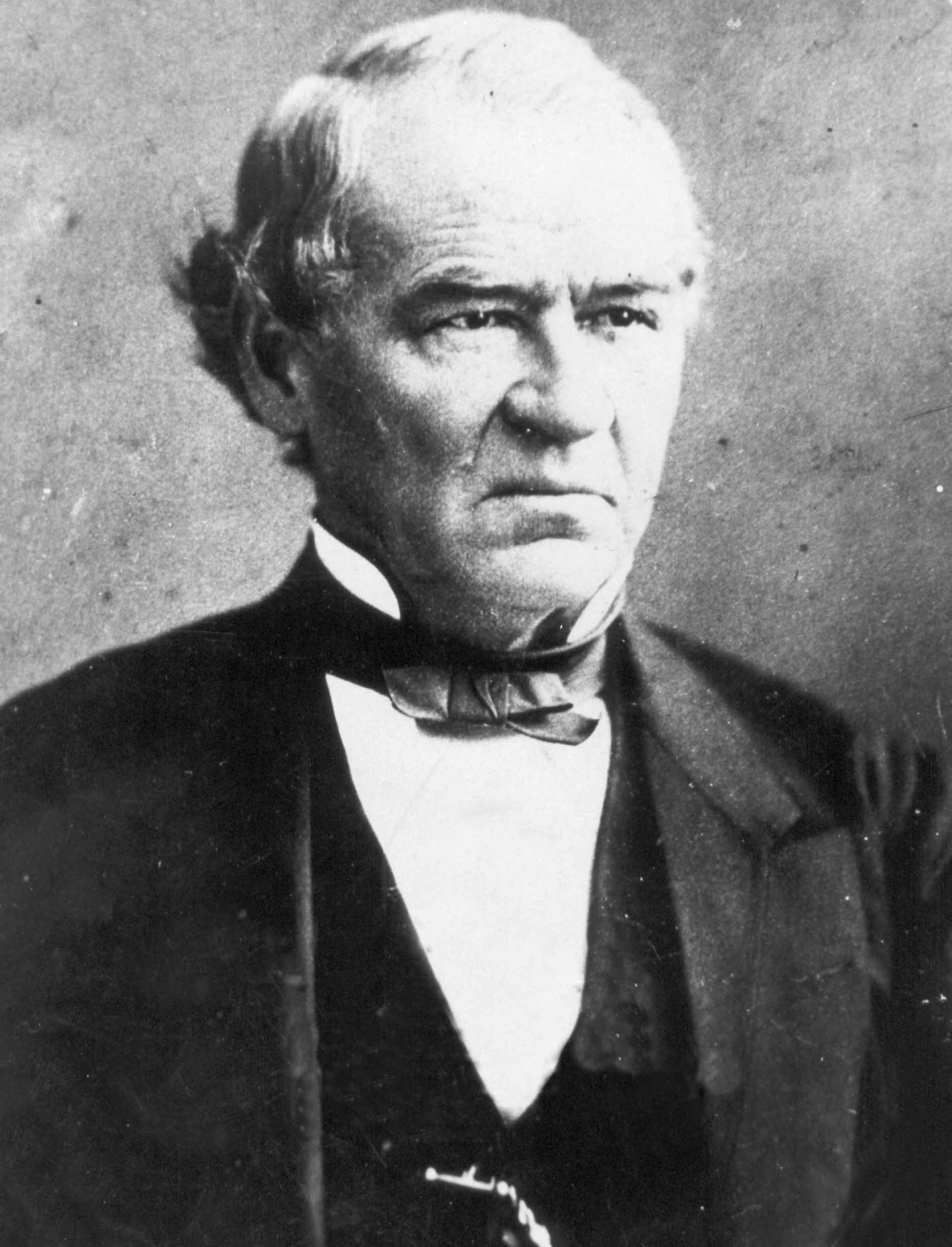
Andrew Johnson en 1875.

Après avoir quitté la présidence, Johnson resta quelques semaines à Washington avant de retourner à Greeneville pour la première fois en huit ans. De nombreuses célébrations furent organisées le long du trajet de retour en particulier dans le Tennessee et même dans les villes qui lui avaient été hostiles durant la guerre. Il avait prévu d'acheter une grande ferme près de Greeneville où il résiderait après la fin de son mandat de président.
Certains s'attendaient à ce que Johnson brigue à nouveau le poste de gouverneur du Tennessee ou essaye de retourner au Sénat tandis que d'autres pensaient qu'il deviendrait le directeur d'une compagnie ferroviaire. Il s'ennuyait à Greeneville et sa vie privée fut marquée par le suicide de son fils Robert en 1869. Cherchant à justifier ses actions et à se venger de ses ennemis politiques, il se présenta à un poste de sénateur peu après son retour. Le Tennessee avait élu des représentants républicains mais les décisions juridiques qui restaurèrent le droit de vote de certains blancs et la violence du Ku Klux Klan qui dissuadait les Afro-Américains de voter entraînèrent une victoire démocrate lors des élections législatives d'août 1869. Bien que considéré comme le probable futur sénateur, il était haï par les républicains radicaux et par certains démocrates en raison de son rôle pendant la guerre. Il fut finalement battu par le républicain Henry Cooper par 54 voix contre 51. En 1872, il y eut une élection spéciale pour un district congressionnel at-large du Tennessee ; Johnson chercha à obtenir la nomination démocrate mais lorsqu'il vit qu'il serait opposé à l'ancien général confédéré Benjamin F. Cheatham, il décida de se présenter en indépendant. Il arriva troisième mais la division du parti démocrate empêcha la victoire de Cheatham en faveur d'un ancien allié de Johnson dans le parti de l'union nationale, Horace Maynard.
En 1873, Johnson contracta le choléra durant une épidémie mais s'en remit ; la même année, il perdit 73 000 $ (1,4 million de dollars de 2011) lors de la faillite de la First National Bank de Washington même si une grande partie de cette somme lui fut remboursée. Il commença à réfléchir à la prochaine élection au Sénat qui devait avoir lieu à la législature du Tennessee au début de l'année 1875. Johnson fit campagne auprès des organisations agricoles et il obtint facilement leur soutien. Peu d'Afro-Américains en dehors des grandes villes pouvaient voter du fait de l'affaiblissement des efforts de Reconstruction et ce schéma se répéta dans les autres États du Sud ; la période de domination blanche dura près d'un siècle. Lors des élections législatives dans l'État en août, 92 démocrates furent élus contre 8 républicains et Johnson se rendit à Nashville pour la session parlementaire. Lors du premier tour de l'élection sénatoriale le 20 janvier 1875, Johnson menait de 30 voix mais ne disposait pas de la majorité car il était opposé à trois anciens généraux confédérés, un ancien colonel et un ancien congressiste démocrate. Ses opposants essayèrent de s'accorder pour présenter un seul candidat mais échouèrent ; Johnson fut finalement élu le 26 janvier lors du 54e tour avec une seule voix d'avance et son élection fut célébrée dans tout Nashville,. Il devint ainsi le premier ex-président américain élu au Sénat.
Le retour de Johnson attira l'attention du pays et le journal St. Louis Republican le qualifia de « plus magnifique triomphe personnel que l'histoire politique américaine puisse montrer ». Lors de son retour au Sénat le 5 mars 1875, il fut accueilli par des fleurs et fut assermenté en compagnie d'un ancien vice-président, Hannibal Hamlin, par l'occupant du poste, Henry Wilson, qui en tant que sénateur avait voté coupable lors de son procès. De nombreux républicains ignorèrent le nouvel arrivant même si certains, comme John Sherman de l'Ohio (qui avait voté pour sa condamnation) lui serrèrent la main. Johnson reste toujours le seul ancien président à être devenu sénateur. Il ne fit qu'un seul discours le 22 mars au cours duquel il critiqua violemment le déploiement de troupes fédérales par le président Grant pour soutenir le gouvernement de Reconstruction de la Louisiane. L'ancien président demanda si l'on était encore loin d'une dictature militaire et conclut son discours par « Puisse Dieu bénir ce peuple et sauver la Constitution ».
Johnson rentra à Greeneville après cette session parlementaire. À la fin du mois de juillet, convaincu que certains de ses opposants le diffamaient lors de la campagne pour le poste de gouverneur de l'Ohio, il décida de se rendre sur place. Il partit le 28 juillet et s'arrêta dans la ferme de sa fille Mary près d'Elizabethton, où habitait également sa fille Martha. Il fut victime d'un accident vasculaire cérébral dans la soirée mais refusa de se faire soigner avant le lendemain. Il ne récupéra pas et des médecins d'Elizabethon furent appelés ; il sembla bien répondre à leurs traitements mais subit une nouvelle attaque dans la soirée du 30 juillet et il mourut le lendemain matin à l'âge de 66 ans. Le président Grant eut le « douloureux devoir » d'annoncer la mort du seul ancien président encore en vie ; dans leurs nécrologies, les journaux du Nord se concentrèrent essentiellement sur sa loyauté durant la guerre tandis que ceux du Sud mirent l'accent sur ses actions de président. Les funérailles de Johnson furent organisées le 3 août à Greeneville,. Selon ses souhaits, son corps fut enroulé dans un drapeau américain et une copie de la Constitution américaine fut placée sous sa tête. Le cimetière a été renommé cimetière national Andrew Johnson en 1906 tandis que sa maison et son atelier de tailleur forment aujourd'hui le site historique national Andrew Johnson.

## Héritage

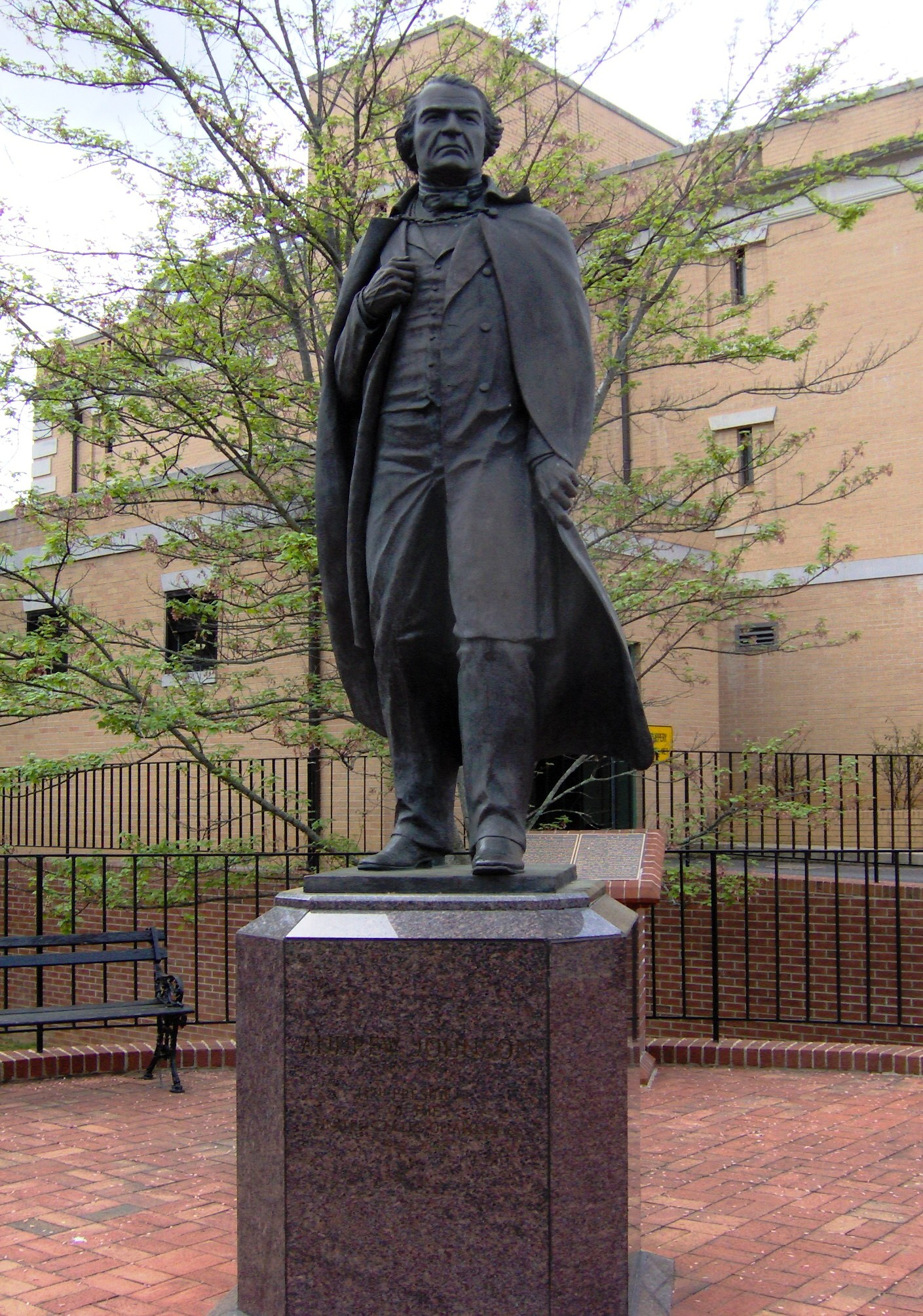
Statue en bronze d'Andrew Johnson à Greeneville

Jusqu'à la fin du XIXe siècle, il y eut assez peu de travaux historiques sur Johnson et sa présidence. Les mémoires des nordistes qui travaillèrent avec Johnson comme celles de l'ancien vice-président Henry Wilson et du sénateur du Maine, James Blaine, le représentaient comme un goujat obstiné dont les tentatives de favoriser le Sud durant la Reconstruction furent entravées par le Congrès. Selon l'historien Howard K. Beale dans son étude de l'historiographie de la Reconstruction, « les hommes des décennies d'après-guerre étaient plus intéressés par la justification de leurs propres actions que par la recherche laborieuse de la vérité ».
Le début du XXe siècle vit les premières études historiques significatives sur Johnson. À la tête de ce mouvement se trouvait le lauréat du prix Pulitzer, James Ford Rhodes qui écrivit de l'ancien président:

« Johnson agit en accord avec sa personnalité. Il avait une force intellectuelle mais elle travaillait souvent sur ses acquis. Obstiné plutôt que ferme, il lui semblait sans aucun doute que suivre les conseils et faire des concessions étaient une preuve de faiblesse. Dans tous les cas, de son message de décembre au veto du projet de loi des droits civiques, il ne céda pas un pouce au Congrès. Les sénateurs et les représentants modérés (qui constituaient la majorité du parti de l'union) ne lui demandèrent que des concessions minimes ; leurs actions n'étaient qu'une demande pour qu'il s'allie avec eux afin de protéger le Congrès et le pays des politiques des radicaux… Sa querelle avec le Congrès a empêché la réadmission dans l'Union avec des conditions généreuses des membres de l'ancienne Confédération… Sa fierté et son désir de gagner l'ont rendu aveugle au véritable bien-être du Sud et de l'ensemble du pays »

.
Rhodes imputa les erreurs de Johnson à ses faiblesses personnelles et l'accusa d'être responsable pour les problèmes du Sud dans l'après-guerre. D'autres historiens du début du XXe siècle comme John Burgess, Woodrow Wilson (qui devint par la suite président) et William Dunning, tous sudistes, étaient d'accord avec Rhodes en considérant que Johnson était imparfait et politiquement inepte mais conclurent qu'il avait essayé d'appliquer les plans de Lincoln pour le Sud du mieux qu'il pouvait. L'auteur et historien Jay Tolson suggère que Wilson représenta la Reconstruction « comme un programme vengeur qui fit souffrir même les Sudistes repentis tout en bénéficiant aux opportunistes nordistes, les soi-disant carpetbaggers et aux blancs sudistes cyniques ou scalawags qui profitèrent des alliances avec les noirs pour obtenir des gains politiques ».

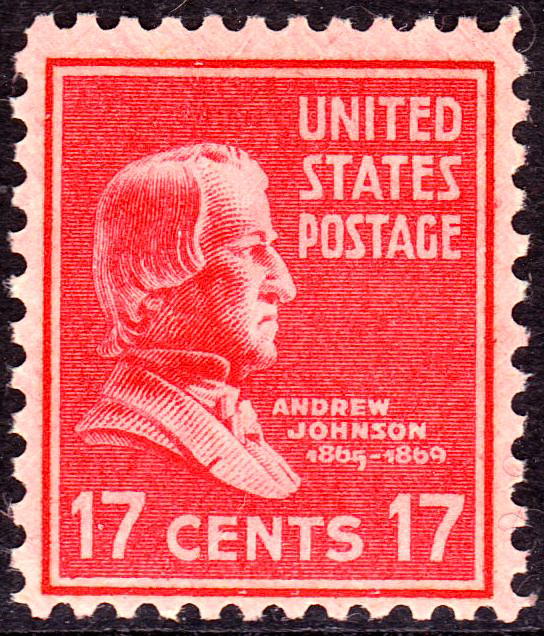
Timbre de 1938 avec le portrait de Johnson. Il ne figura que sur cette édition et sur un timbre commémoratif de 1986.

Au même moment, un autre groupe d'historiens entreprit de réhabiliter complètement Johnson en utilisant pour la première fois les sources primaires comme ses écrits, fournis par sa fille Martha avant sa mort en 1901 et les journaux de son secrétaire à la Marine Gideon Welles publiés pour la première fois en 1911. Les travaux qui en découlèrent, comme The Impeachment and Trial of President Andrew Johnson (1903) de David Miller DeWitt présentèrent Johnson sous un jour bien plus favorable. Dans History of the Reconstruction Period publié en 1913, James Schouler accusa Rhodes d'être « assez injuste envers Johnson », même s'il reconnaissait que beaucoup des problèmes de l'ancien président étaient liés à ses mauvais choix politiques. Après la publication de ces études, les historiens continuèrent de considérer que les profonds défauts de Johnson sabotèrent sa présidence mais jugèrent que ses politiques de Reconstruction étaient fondamentalement justes. Une série de biographies dithyrambiques à la fin des années 1920 et au début des années 1930 qui « glorifiaient Johnson et condamnaient ses ennemis » accélèrent cette évolution,.
En 1940, Howard K. Beale écrivit : « N'est-ce pas temps que nous étudions l'histoire de la Reconstruction sans supposer au préalable, au moins inconsciemment, que les carpetbaggers et les démocrates blancs du Sud étaient malfaisants, que les noirs étaient incompétents et illettrés et que tout le Sud a une dette envers les restaurateurs de la « suprématie blanche» ? ». Malgré ces doutes, la vision favorable de Johnson survécut un temps. En 1942, Van Heflin joua l'ancien président comme un défenseur de la démocratie dans le film Tennessee Johnson. En 1948, un sondage de ses collègues par l'historien Arthur M. Schlesinger plaça Johnson dans le milieu du classement des présidents et dans un autre réalisé en 1956 par Clinton Rossiter, il se trouvait presque parmi les plus grands. Foner note qu'au moment de ces études, « la période de Reconstruction qui suivit la guerre de Sécession était considérée comme une époque de corruption et de mauvaise gestion causée par l'octroi du droit de vote aux noirs ».

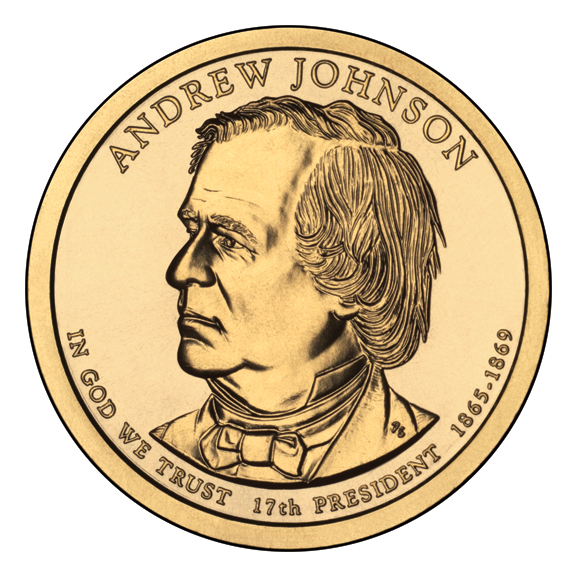
Pièce de la série du dollar présidentiel à l'effigie de Johnson

Les précédents historiens, dont Beale, considéraient que l'argent était le facteur central de la course de l'histoire et voyaient la Reconstruction comme une lutte économique entre les industriels du Nord, les planteurs du Sud et les agriculteurs du Midwest ; ils estimaient également que la réconciliation entre le Nord et le Sud aurait dû être la principale priorité de la Reconstruction. Dans les années 1950, les historiens commencèrent à s'intéresser au rôle décisif joué par les Afro-Américains et rejetèrent complètement les idées d'infériorité des noirs qui avaient marqué les précédents travaux et voyaient le Mouvement afro-américain des droits civiques comme une seconde Reconstruction ; certains auteurs déclarèrent qu'ils espéraient que leurs travaux permettraient de faire avancer la cause des droits civiques. Ces historiens sympathisaient avec les républicains radicaux dans leur désir d'aider les Afro-Américains et jugeaient que Johnson avait été impitoyable envers les esclaves affranchis. Dans de nombreuses études écrites depuis 1956 comme celle de Fawn McKay Brodie, Johnson est représenté comme le saboteur des efforts visant à améliorer le sort des esclaves affranchis tandis que la Reconstruction est de plus en plus vue comme une tentative noble d'intégrer les Afro-Américains dans la société,.
Au début du XXIe siècle, Johnson est couramment cité comme l'un des pires présidents de l'histoire américaine. Selon l'historien Glenn W. Lafantasie, qui considère Buchanan comme le pire président, « Johnson est l'un des favoris pour le bas de la pile en raison de son impeachment… sa gestion complètement erronée de la politique de Reconstruction… sa personnalité énergique et son énorme suffisance ». Tolson suggère que « Johnson est aujourd'hui méprisé pour avoir résisté aux politiques des républicains radicaux visant à sécuriser les droits et le bien-être des afro-américains récemment affranchis ». Gordon-Reed note que Johnson, comme ses contemporains Pierce et Buchanan, sont généralement listés parmi les cinq pires présidents mais indique « qu'il n'y eut jamais de périodes plus difficiles dans la vie de cette nation. Les problèmes que ces hommes ont dû affronter étaient énormes. Il aurait fallu une succession de Lincoln pour les régler ».
Trefousse considère que l'héritage de Johnson est « le maintien de la suprématie blanche. Son soutien aux conservateurs sudistes en sapant la Reconstruction fut sa contribution à la nation et elle secoua le pays durant les générations qui suivirent ». Gordon-Reed conclut son étude de la vie de Johnson par :

« Nous connaissons les résultats des échecs de Johnson ; son extraordinaire obstination, son racisme grossier et malveillant et sa compréhension primitive de la Constitution affaiblirent sa capacité de gestion éclairée et progressiste alors que ces qualités étaient si désespérément nécessaires. Dans le même temps, l'histoire de Johnson a une caractéristique miraculeuse : le garçon pauvre qui atteignait systématiquement le sommet, tombait en disgrâce et se battait pour recouvrer son honneur. Pour le meilleur ou pour le pire, il n'y a, comme on dit, « qu'en Amérique » que l'histoire de Johnson aurait pu se dérouler de cette manière. »

Cette réputation de pire président des États-Unis lui est contestée par Donald Trump, selon l'historien Tim Naftali.

### En français
- Georges Ayache, Les présidents des États-Unis : Histoire et portraits, Paris, Perrin, 2016, 480 p. (ISBN 978-2-262-06420-4, OCLC 991492904, BNF 45110316, lire en ligne ).
- Nicole Bacharan, Les Noirs américains : Des champs de coton à la Maison Blanche, Paris, Perrin, coll. « Tempus » (no 337), 2010, 618 p. (ISBN 978-2-262-03275-3, OCLC 708357029, BNF 42305262).
- Vincent Bernard, La Guerre de Sécession : La grande guerre américaine (1861-1865), Paris, Passés/Composés, 2022, 446 p. (ISBN 978-2-37933-027-8, OCLC 1294396232, BNF 46984783, présentation en ligne).
- Jacques Binoche, Histoire des États-Unis, Paris, Ellipses, coll. « Ellipses poche », 2017, 2e éd. (1re éd. 2003), 256 p. (ISBN 978-2-340-02170-9, OCLC 1020169920, BNF 45414237, présentation en ligne).
- Marc Chaux, Les vice-présidents des Etats-Unis des origines à nos jours : Les délaissés de l'histoire américaine, Paris, L'Harmattan, coll. « Chemins de la mémoire », 2015, 360 p. (ISBN 978-2-336-74107-9, présentation en ligne).
- Claude Fohlen, Histoire de l'esclavage aux États-Unis, Paris, Perrin, coll. « Tempus » (no 183), 2007, 2e éd. (1re éd. 1998), 342 p. (ISBN 978-2-262-02677-6, OCLC 300394643, BNF 41046899).
- Hélène Harter et André Kaspi, Les présidents américains : De George Washington à Joe Biden, Paris, Tallandier, coll. « Texto », 2022, 272 p. (ISBN 979-10-210-5481-3, OCLC 1345667727, BNF 47096831, présentation en ligne).
- Jean Heffer, Histoire documentaire des États-Unis : L'Union en péril, la démocratie et l'esclavage (1829-1865), t. 4, Presses universitaires de Nancy, 1987, 215 p. (ISBN 2-86480-286-4, OCLC 299416411, BNF 36630278).
- André Kaspi, Les Américains : Naissance et essor des États-Unis (1607-1945), t. 1, Paris, Éditions du Seuil, coll. « Points histoire » (no 89), 2014, 5e éd. (1re éd. 1986), 464 p. (ISBN 978-2-7578-4154-9, OCLC 43825106, BNF 43825106, présentation en ligne).
- John Keegan (trad. de l'anglais par Jean-François Sené), La Guerre de Sécession [« The American Civil War: A Military History »], Paris, Perrin, coll. « Tempus » (no 811), 2020, 2e éd. (1re éd. 2011), 570 p. (ISBN 978-2-262-08778-4, OCLC 1193993511, BNF 46618166, lire en ligne ).
- Robert Lacour-Gayet, Histoire des États-Unis : Des origines jusqu'à la fin de la guerre civile, t. 1, Paris, Fayard, 1976, 469 p. (ISBN 2-213-00315-7, OCLC 461420090, BNF 34300237, lire en ligne ).
- Robert Lacour-Gayet, Histoire des États-Unis : De la fin de la guerre civile à Pearl Harbor, t. 2, Paris, Fayard, 1977, 431 p. (ISBN 2-213-00449-8, OCLC 987411395, BNF 34706427).
- Jean-Michel Lacroix, Histoire des États-Unis, Paris, Presses universitaires de France, 2022, 7e éd. (1re éd. 1996), 576 p. (ISBN 978-2-13-083290-4, OCLC 1302993439, BNF 47012774, présentation en ligne).
- Pierre Mélandri, Histoire des États-Unis : L'ascension (1865-1974), t. 1, Paris, Perrin, coll. « Tempus » (no 522), 2013, 935 p. (ISBN 978-2-262-04177-9, OCLC 864700177, BNF 43769558).
- Pierre Mélandri, « Le siècle américain », une histoire, Paris, Perrin, 2016, 672 p. (ISBN 978-2-262-03811-3, OCLC 960976545, BNF 45158509, lire en ligne ).
- Jacques Portes, Histoire des États-Unis : De 1776 à nos jours, Paris, Armand Colin, coll. « U Histoire », 2017, 3e éd. (1re éd. 2010), 432 p. (ISBN 978-2-200-61809-4, OCLC 985086886, BNF 45268837, lire en ligne ).
- Jacques Portes, Histoire documentaire des États-Unis : L'Âge doré (1865-1896), t. 5, Presses universitaires de Nancy, 1988, 215 p. (ISBN 2-86480-323-2, OCLC 889231546, BNF 34956910).
- Philippe Valode, Les Présidents des États-Unis, Paris, Éditions de l'Archipel, 2008, 212 p. (ISBN 978-2-84187-745-4, OCLC 470559651, BNF 41379792).
- Bertrand Van Ruymbeke, Histoire des États-Unis : De 1492 à 1919, t. 1, Paris, Tallandier, coll. « Texto », 2021, 608 p. (ISBN 979-10-210-4989-5, OCLC 1269615217, BNF 46846182, présentation en ligne).
- Bernard Vincent (dir.), Histoire des États-Unis, Paris, Flammarion, coll. « Champs Histoire », 2016, 4e éd. (1re éd. 1997), 720 p. (ISBN 978-2-08-139368-4, OCLC 960914039, BNF 45138239, présentation en ligne).

### En anglais
- (en) Howard K. Beale, « On rewriting Reconstruction history », American Historical Review, Washington, D.C., American Historical Association, vol. 45, no 4,‎ juillet 1940, p. 807-827 (JSTOR 1854452)
- (en) Albert E. Castel, The Presidency of Andrew Johnson, Lawrence, Kansas, The Regents Press of Kansas, coll. « American Presidency », 1979, 262 p. (ISBN 0-7006-0190-2)
- Michael W. Fitzgerald, Splendid Failure : Postwar Reconstruction in the American South, Chicago, Ivan R. Dee, coll. « American Ways », 2007, 234 p. (ISBN 978-1-56663-739-8)
- (en) Eric Foner, Reconstruction : America's Unfinished Revolution, New York, HarperCollins, 2002 (1re éd. 1988), 736 p. (ISBN 0-06-093716-5)
- Annette Gordon-Reed, Andrew Johnson, New York, Henry Holt and Company, coll. « The American Presidents Series », 2011, 166 p. (ISBN 978-0-8050-6948-8 et 0-8050-6948-8)
- (en) David O. Stewart, Impeached : the trial of President Andrew Johnson and the fight for Lincoln's legacy, New York, Simon and Schuster, 2009, 447 p. (ISBN 978-1-4165-4749-5, lire en ligne)
- (en) Hans L. Trefousse, Andrew Johnson : A Biography, New York, W.W. Norton & Company, 1989 (ISBN 0-393-31742-0)